# 2015년 영국 총선 당선자 목록
제56대 영국 의회는 2015년 총선에서 당선된 하원의 국회의원 (MP)로 이뤄진 영국의 입법부이다. 귀족원과 선거로 선출되는 하원으로 구성된 영국 의회는 2015년 5월 27일 웨스트민스터 궁전에서 엘리자베스 2세 여왕에 의해 소집됐다.
총선에서는 전 650개 의회 선거구가 하원의 의원 1인으로 각각 돌아간다. 이번 총선에서는 보수당이 과반을 차지하고, 자유민주당은 상당히 큰 의석을 잃었으며, 세 석을 제외한 모든 스코틀랜드 의석들은 국민당에게 주어진 것으로 결과가 났다.

## 하원의 구성
다음은 2015년 총선 직후의 정당 세력 비교를 보여주는 하원의 그래픽 도면이다.
주
1. 이 그래프는 하원의 좌석 배치안이 아니다. 실제로는 양쪽에 다섯 줄의 벤치가 있으며, 회의실에서 내각 정당은 의장석 오른쪽에, 야당 정당은 왼쪽에 위치하지만 전체 좌석의 3분의 2 가량은 어느때든 국회의원이 원하는 자리에 앉을 수 있는 자리다.

아래의 표는 2015년 기준 각 정당 내 의원 수를 보여주고 있다.
| 정당                    | 정당                    | 의원 수          | 의원 수 |
| 정당                    | 정당                    | 2015년 총선 당시 | 현재    |
| ----------------------- | ----------------------- | ---------------- | ------- |
|                         | 보수당                  | 330              | 330     |
|                         | 노동당                  | 232              | 229     |
|                         | 스코틀랜드 국민당       | 56               | 54      |
|                         | 민주연합당              | 8                | 8       |
|                         | 자유민주당              | 8                | 8       |
|                         | 신 페인                 | 4                | 4       |
|                         | 웨일스당                | 3                | 3       |
|                         | 사회민주노동당          | 3                | 3       |
|                         | 얼스터 연합당           | 2                | 2       |
|                         | 녹색당                  | 1                | 1       |
|                         | 무소속                  | 1                | 5       |
|                         | 의장                    | 1                | 1       |
|                         | 영국 독립당             | 1                | 1       |
| 총 의석수               | 총 의석수               | 650              | 650     |
| 여당의 실질 과반 의석차 | 여당의 실질 과반 의석차 | 16               | 17      |

주
- 제 56대 의회 기간 동안 있었던 의석 변동의 전체 목록을 보려면 아래쪽을 참고.
- 노동당의 의원 수에는 노동협동조합당이라는 명칭으로 소속된 의원 24인이 포함된다.[2]
- 여당의 실질 의석차는 보수당 소속 의원수 대 여타 정당 소속 의원수를 집계한 것이다. 의장 1인, 부의장 2인 (노동당 1인, 보수당 1인), 신 페인 의원 4인 (자제주의 정책을 따르고 있음)은 제외한다.

## 총선에서 당선된 의원 목록
다음 표는 선거구별로 당선된 국회의원의 목록이다.
이번 총선에서 재선을 위해 출마한 현의원의 이름도 나열해 놓았다. 선거에서 패배한 새 후보들과 그때 사임한 현의원들의 자세한 정보를 보려면 각 선거구 항목을 참조하라.
| 선거구                                   | 총선 전 의원 소속 정당 | 총선 전 의원 소속 정당 | 바뀐 의원 (2015년) | 바뀐 의원 (2015년)             | 비고                                                    |
| ---------------------------------------- | ---------------------- | ---------------------- | ------------------ | ------------------------------ | ------------------------------------------------------- |
| 애버라본                                 |                        | 노동당                 |                    | 스티븐 키녹 (노동)             | 의석 유지, 히웰 프랜시스 현의원 사임                    |
| 애버콘위                                 |                        | 보수당                 |                    | 구토 베브 (보수)               | 의석 유지                                               |
| 애버딘노스                               |                        | 노동당                 |                    | 커스티 블랙먼 (스코)           | 의석 획득, 프랭크 도런 현의원 사임                      |
| 애버딘사우스                             |                        | 노동당                 |                    | 캘럼 매케이그 (스코)           | 의석 획득, 데임 앤 베그 현의원 패배                     |
| 에어드리 쇼츠                            |                        | 노동당                 |                    | 네일 그레이 (스코)             | 의석 획득, 파멀라 내시 현의원 패배                      |
| 올더숏                                   |                        | 보수당                 |                    | 제럴드 호워스 경 (보수)        | 의석 유지                                               |
| 알드리지브라운힐스                       |                        | 보수당                 |                    | 웬디 머튼 (보수)               | 의석 유지, 리처드 셰퍼드 경 현의원 사임                 |
| 올트링엄 세일웨스트                      |                        | 보수당                 |                    | 그레이엄 브레디 (보수)         | 의석 유지                                               |
| 알린 디사이드                            |                        | 노동당                 |                    | 마크 터미 (노동)               | 의석 유지                                               |
| 앰버밸리                                 |                        | 보수당                 |                    | 나이절 밀스 (보수)             | 의석 유지                                               |
| 앵거스                                   |                        | 스코국민당             |                    | 마이크 와이어 (스코)           | 의석 유지                                               |
| 아번                                     |                        | 웨일스당               |                    | 하이웰 윌리엄스 (웨일스)       | 의석 유지                                               |
| 아가일 뷰트                              |                        | 자유민주당             |                    | 브랜던 오하라 (스코)           | 의석 획득, 앨런 레이드 현의원 패배                      |
| 애런델 사우스다운스                      |                        | 보수당                 |                    | 닉 허버트 (보수)               | 의석 유지                                               |
| 애슈필드                                 |                        | 노동당                 |                    | 글로리아 데 피에로 (노동)      | 의석 유지                                               |
| 애슈퍼드                                 |                        | 보수당                 |                    | 대미언 그린 (보수)             | 의석 유지                                               |
| 애슈턴언더라인                           |                        | 노동당                 |                    | 안젤라 레이너 (노동)           | 의석 유지, 데이비드 헤이즈 현의원 사임                  |
| 에일즈베리                               |                        | 보수당                 |                    | 데이비드 리딩턴 (보수)         | 의석 유지                                               |
| 에어 캐릭 컴낙                           |                        | 노동당                 |                    | 코리 윌슨 (스코)               | 의석 획득, 샌드라 오스본 현의원 패배                    |
| 밴베리                                   |                        | 보수당                 |                    | 빅토리아 펜티스 (보수)         | 의석 유지, 토니 볼드리 경 현의원 사임                   |
| 밴프 버컨                                |                        | 스코국민당             |                    | 에일리드 화이트포드 (스코)     | 의석 유지                                               |
| 바킹                                     |                        | 노동당                 |                    | 마거릿 허지 여사 (노동)        | 의석 유지                                               |
| 반즐리센트럴                             |                        | 노동당                 |                    | 댄 자비스 (노동)               | 의석 유지                                               |
| 반즐리이스트                             |                        | 노동당                 |                    | 마이클 더거 (노동)             | 의석 유지                                               |
| 배로 퍼니스                              |                        | 노동협동               |                    | 존 우드콕 (노협)               | 의석 유지                                               |
| 베이즐던 빌레리케이                      |                        | 보수당                 |                    | 존 배런 (보수)                 | 의석 유지                                               |
| 베이싱스토크                             |                        | 보수당                 |                    | 마리아 밀러 (보수)             | 의석 유지                                               |
| 바셋로                                   |                        | 노동당                 |                    | 존 맨 (노동)                   | 의석 유지                                               |
| 바스                                     |                        | 자유민주당             |                    | 벤 하울렛 (보수)               | 의석 획득, 돈 포스터 현의원 사임                        |
| 배틀리 스펜                              |                        | 노동당                 |                    | 조 콕스 (노동)                 | 의석 유지, 마이크 우드 현의원 사임                      |
| 배터시                                   |                        | 보수당                 |                    | 제인 엘리슨 (보수)             | 의석 유지                                               |
| 비컨즈필드                               |                        | 보수당                 |                    | 도미니크 그리브 (보수)         | 의석 유지                                               |
| 배커넘                                   |                        | 보수당                 |                    | 밥 스튜어트 (보수)             | 의석 유지                                               |
| 베드퍼드                                 |                        | 보수당                 |                    | 리처드 풀러 (보수)             | 의석 유지                                               |
| 벨파스트이스트                           |                        | 연합당                 |                    | 개빈 로빈슨 (민연)             | 의석 획득, 나오미 롱 현의원 패배                        |
| 벨파스트노스                             |                        | 민주연합당             |                    | 나이절 도즈 (민연)             | 의석 유지                                               |
| 벨파스트사우스                           |                        | 사회민주노동당         |                    | 앨러스데어 맥도넬 (사민노)     | 의석 유지                                               |
| 벨파스트웨스트                           |                        | 신 페인                |                    | 폴 마스키 (신페인)             | 의석 유지                                               |
| 버몬지 올드서더크                        |                        | 자유민주당             |                    | 네일 코일 (노동)               | 의석 획득, 사이먼 휴즈 현의원 패배                      |
| 베릭어폰트위드                           |                        | 자유민주당             |                    | 앤마리 트리벨리언 (보수)       | 의석 획득, 앨런 베이스 경 현의원 사임                   |
| 버윅셔 록스버러 셀커크                   |                        | 자유민주당             |                    | 캘럼 커 (스코)                 | 의석 획득, 마이클 무어 현의원 패배                      |
| 베스널그린 바우                          |                        | 노동당                 |                    | 루샤나라 알리 (노동)           | 의석 유지                                               |
| 베벌리 홀더니스                          |                        | 보수당                 |                    | 그레이엄 스튜어트 (보수)       | 의석 유지                                               |
| 벡스힐 배틀                              |                        | 보수당                 |                    | 휴 메리맨 (보수)               | 의석 유지, 그레고리 바커 현의원 사임                    |
| 벡슬리히스 크레이퍼드                    |                        | 보수당                 |                    | 데이비드 이브넷 (보수)         | 의석 유지                                               |
| 버큰헤드                                 |                        | 노동당                 |                    | 프랭크 필드 (노동)             | 의석 유지                                               |
| 버밍엄에지버스턴                         |                        | 노동당                 |                    | 기슬라 스튜어트 (노동)         | 의석 유지                                               |
| 버밍엄어딩턴                             |                        | 노동당                 |                    | 잭 드로미 (노동)               | 의석 유지                                               |
| 버밍엄홀그린                             |                        | 노동당                 |                    | 로저 갓시프 (노동)             | 의석 유지                                               |
| 버밍엄호지힐                             |                        | 노동당                 |                    | 리암 번 (노동)                 | 의석 유지                                               |
| 버밍엄레이디우드                         |                        | 노동당                 |                    | 샤바나 마흐무드 (노동)         | 의석 유지                                               |
| 버밍엄노스필드                           |                        | 노동당                 |                    | 리처드 버든 (노동)             | 의석 유지                                               |
| 버밍엄페리바                             |                        | 노동당                 |                    | 칼리드 마흐무드 (노동)         | 의석 유지                                               |
| 버밍엄셀리오크                           |                        | 노동당                 |                    | 스티브 맥케이브 (노동)         | 의석 유지                                               |
| 버밍엄야들리                             |                        | 자유민주당             |                    | 제스 필립스 (노동)             | 의석 획득, 존 헤밍 현의원 패배                          |
| 비숍오클랜드                             |                        | 노동당                 |                    | 헬렌 굿맨 (노동)               | 의석 유지                                               |
| 블랙번                                   |                        | 무소속                 |                    | 케이트 홀런 (노동)             | 의석 유지, 잭 스트로우 현의원 사임                      |
| 블랙클리 브로우턴                        |                        | 노동당                 |                    | 그레이엄 스트링거 (노동)       | 의석 유지                                               |
| 블랙풀노스 클리블리즈                    |                        | 보수당                 |                    | 폴 메이너드 (보수)             | 의석 유지                                               |
| 블랙풀사우스                             |                        | 노동당                 |                    | 고든 마즈든 (노동)             | 의석 유지                                               |
| 블래노그웬트                             |                        | 노동당                 |                    | 닉 스미스 (노동)               | 의석 유지                                               |
| 블레이던                                 |                        | 노동당                 |                    | 데이비드 앤더슨 (노동)         | 의석 유지                                               |
| 블리스밸리                               |                        | 노동당                 |                    | 로니 캠벨 (노동)               | 의석 유지                                               |
| 보그너레지스 리틀햄프턴                  |                        | 보수당                 |                    | 닉 깁 (보수)                   | 의석 유지                                               |
| 볼소버                                   |                        | 노동당                 |                    | 데니스 스키너 (노동)           | 의석 유지                                               |
| 볼턴노스이스트                           |                        | 노동당                 |                    | 데이비드 크라우스바이 (노동)   | 의석 유지                                               |
| 볼턴사우스이스트                         |                        | 노동당                 |                    | 야스민 쿠레시 (노동)           | 의석 유지                                               |
| 볼턴웨스트                               |                        | 노동당                 |                    | 크리스 그린 (보수)             | 의석 획득, 줄리 힐링 현의원 패배                        |
| 부틀                                     |                        | 노동당                 |                    | 피터 도드 (노동)               | 의석 유지, 존 벤턴 현의원 사임                          |
| 보스턴 스케그네스                        |                        | 보수당                 |                    | 맷 워먼 (보수)                 | 의석 유지, i마크 사이몬즈 현의원 사임                   |
| 보스워스                                 |                        | 보수당                 |                    | 데이비드 트레디닉 (보수)       | 의석 유지                                               |
| 본머스이스트                             |                        | 보수당                 |                    | 토비어스 엘우드 (보수)         | 의석 유지                                               |
| 본머스웨스트                             |                        | 보수당                 |                    | 코너 번스 (보수)               | 의석 유지                                               |
| 브랙넬                                   |                        | 보수당                 |                    | 필립 리 (보수)                 | 의석 유지                                               |
| 브래드퍼드이스트                         |                        | 자유민주당             |                    | 이므란 후세인 (노동)           | 의석 획득, 데이비드 워드                                |
| 브래드퍼드사우스                         |                        | 노동당                 |                    | 저디스 커민스 (노동)           | 의석 유지, 게리 섯클리프 현의원 사임                    |
| 브래드퍼드웨스트                         |                        | 리스펙트               |                    | 나셈 샤 (노동)                 | 의석 획득, 조지 갤로웨이 현의원 패배                    |
| 브레인트리                               |                        | 보수당                 |                    | 제임스 클리버리 (보수)         | 의석 유지, 브룩스 뉴마크 현의원 사임                    |
| 브레컨 래드너셔                          |                        | 자유민주당             |                    | 크리스토퍼 데이비스 (보수)     | 의석 획득, 로저 휴 윌리엄스 현의원 패배                 |
| 브렌트센트럴                             |                        | 자유민주당             |                    | 던 버틀러 (노동)               | 의석 획득, 사라 대처 현의원 사임                        |
| 브렌트노스                               |                        | 노동당                 |                    | 배리 가디너 (노동)             | 의석 유지                                               |
| 브렌트퍼드 아일워스                      |                        | 보수당                 |                    | 러스 캐드버리 (노동)           | 의석 획득, 메리 맥리오드 현의원 패배                    |
| 브렌트우드 온거                          |                        | 보수당                 |                    | 에릭 피클스 경 (보수)          | 의석 유지                                               |
| 브리젠드                                 |                        | 노동당                 |                    | 매들린 문 (노동)               | 의석 유지                                               |
| 브리지워터 웨스트서머싯                  |                        | 보수당                 |                    | 이안 라이델그레인저 (보수)     | 의석 유지                                               |
| 브리그 굴                                |                        | 보수당                 |                    | 앤드류 퍼시 (보수)             | 의석 유지                                               |
| 브라이튼켐프타운                         |                        | 보수당                 |                    | 사이먼 커비 (보수)             | 의석 유지                                               |
| 브라이튼퍼빌리언                         |                        | 녹색당                 |                    | 캐롤라인 루카스 (녹색)         | 의석 유지                                               |
| 브리스톨이스트                           |                        | 노동당                 |                    | 케리 맥카시 (노동)             | 의석 유지                                               |
| 브리스톨노스웨스트                       |                        | 보수당                 |                    | 샬럿 레즐리 (보수)             | 의석 유지                                               |
| 브리스톨사우스                           |                        | 노동당                 |                    | 캐린 스미스 (노동)             | 의석 유지, 데임 던 프리마롤로 현의원 사임               |
| 브리스톨웨스트                           |                        | 자유민주당             |                    | 탕검 데보네어 (노동)           | 의석 획득, 스티븐 윌리엄스 현의원 패배                  |
| 브로드랜드                               |                        | 보수당                 |                    | 케이스 심슨 (보수)             | 의석 유지                                               |
| 브롬리 치즐허스트                        |                        | 보수당                 |                    | 밥 네일 (보수)                 | 의석 유지                                               |
| 브롬스그로브                             |                        | 보수당                 |                    | 사지드 자비드 (보수)           | 의석 유지                                               |
| 브록스번                                 |                        | 보수당                 |                    | 찰스 워커 (보수)               | 의석 유지                                               |
| 브록스토                                 |                        | 보수당                 |                    | 안나 수브리 (보수)             | 의석 유지                                               |
| 버킹엄                                   |                        | 의장 (재선 요청)       |                    | 존 버코 (의장)                 | 의석 유지                                               |
| 번리                                     |                        | 자유민주당             |                    | 줄리 쿠퍼 (노동)               | 의석 획득, 고든 버트위스틀 현의원 패배                  |
| 버턴                                     |                        | 보수당                 |                    | 앤드류 그리피스 (보수)         | 의석 유지                                               |
| 베리노스                                 |                        | 보수당                 |                    | 데이비드 너톨 (보수)           | 의석 유지                                               |
| 베리사우스                               |                        | 노동당                 |                    | 이반 루이스 (노동)             | 의석 유지                                               |
| 베리세인트에드먼즈                       |                        | 보수당                 |                    | 조 처칠 (보수)                 | 의석 유지, 데이비드 러플리 현의원 사임                  |
| 카이어필리                               |                        | 노동당                 |                    | 웨인 데이비드 (노동)           | 의석 유지                                               |
| 케이스네스 서덜랜드 이스터노스           |                        | 자유민주당             |                    | 폴 모너건 (스코)               | 의석 획득, 비스카운트 서소 현의원 패배                  |
| 칼더밸리                                 |                        | 보수당                 |                    | 크레이그 위테이커 (보수)       | 의석 유지                                               |
| 캠버웰 페캄                              |                        | 노동당                 |                    | 해리엇 하먼 (노동)             | 의석 유지                                               |
| 캠번 레드러스                            |                        | 보수당                 |                    | 조지 유스티스 (보수)           | 의석 유지                                               |
| 케임브리지                               |                        | 자유민주당             |                    | 다니엘 자이너 (노동)           | 의석 획득, 줄리안 휴퍼트 현의원 패배                    |
| 캐넉체이스                               |                        | 보수당                 |                    | 아만다 밀링 (보수)             | 의석 유지, 에이단 벌리 현의원 사임                      |
| 캔터베리                                 |                        | 보수당                 |                    | 줄리안 브레이지어 (보수)       | 의석 유지                                               |
| 카디프센트럴                             |                        | 자유민주당             |                    | 조 스티븐스 (노동)             | 의석 획득, 제니 윌롯 현의원 패배                        |
| 카디프노스                               |                        | 보수당                 |                    | 크레이그 윌리엄스 (보수)       | 의석 유지, 조너던 이반스 현의원 사임                    |
| 카디프사우스 퍼나스                      |                        | 노동협동               |                    | 스티븐 다우티 (노협)           | 의석 유지                                               |
| 카디프웨스트                             |                        | 노동당                 |                    | 케빈 브레넌 (노동)             | 의석 유지                                               |
| 칼라일                                   |                        | 보수당                 |                    | 존 스티븐슨 (보수)             | 의석 유지                                               |
| 카마던이스트 디네부르                    |                        | 웨일스당               |                    | 조너던 에드워즈 (웨일스)       | 의석 유지                                               |
| 카마던웨스트 사우스펨브룩셔              |                        | 보수당                 |                    | 사이먼 하트 (보수)             | 의석 유지                                               |
| 카셜턴 월링턴                            |                        | 자유민주당             |                    | 톰 브레이크 (자민)             | 의석 유지                                               |
| 캐슬포인트                               |                        | 보수당                 |                    | 레베카 해리스 (보수)           | 의석 유지                                               |
| 센트럴에어셔                             |                        | 노동당                 |                    | 필리파 위트포드 (스코)         | 의석 획득, 브라이언 도노호 현의원 패배                  |
| 센트럴데번                               |                        | 보수당                 |                    | 멜 스트라이드 (보수)           | 의석 유지                                               |
| 센트럴서포크 노스입스위치                |                        | 보수당                 |                    | 대니얼 풀터 (보수)             | 의석 유지                                               |
| 케레디전                                 |                        | 자유민주당             |                    | 마크 윌리엄스 (자민)           | 의석 유지                                               |
| 찬우드                                   |                        | 보수당                 |                    | 에드워드 아거 (보수)           | 의석 유지, 스티븐 도렐 현의원 사임                      |
| 채텀 에일즈퍼드                          |                        | 보수당                 |                    | 트레이시 크라우치 (보수)       | 의석 유지                                               |
| 치들                                     |                        | 자유민주당             |                    | 메리 로빈슨 (보수)             | 의석 획득, 마크 헌터 현의원 패배                        |
| 쳄스퍼드                                 |                        | 보수당                 |                    | 사이먼 번스 경 (보수)          | 의석 유지                                               |
| 첼시 풀럼                                |                        | 보수당                 |                    | 그레그 핸즈 (보수)             | 의석 유지                                               |
| 첼트넘                                   |                        | 자유민주당             |                    | 알렉스 초크 (보수)             | 의석 획득, 마틴 허우드 현의원 패배                      |
| 체셤 아머샴                              |                        | 보수당                 |                    | 체릴 킬런 (보수)               | 의석 유지                                               |
| 체스터필드                               |                        | 노동당                 |                    | 토비 퍼킨스 (노동)             | 의석 유지                                               |
| 치체스터                                 |                        | 보수당                 |                    | 앤드류 타이리 (보수)           | 의석 유지                                               |
| 칭퍼드 우드포드그린                      |                        | 보수당                 |                    | 이언 덩컨 스미스 (보수)        | 의석 유지                                               |
| 치픈햄                                   |                        | 자유민주당             |                    | 미셸 도니런 (보수)             | 의석 획득, 덩컨 헤임스 현의원 패배                      |
| 치핑바넷                                 |                        | 보수당                 |                    | 테레사 빌리어스 (보수)         | 의석 유지                                               |
| 촐리                                     |                        | 노동당                 |                    | 린지 호일 (노동)               | 의석 유지                                               |
| 크라이스트처치                           |                        | 보수당                 |                    | 크리스토퍼 초프 (보수)         | 의석 유지                                               |
| 시티오브런던 시티오브웨스트민스터        |                        | 보수당                 |                    | 마크 필드 (보수)               | 의석 유지                                               |
| 시티오브체스터                           |                        | 보수당                 |                    | 크리스 매더슨 (노동)           | 의석 획득, 스티븐 모즐리 현의원 패배                    |
| 클랙턴                                   |                        | 영국 독립당            |                    | 더글라스 카스웰 (영독)         | 의석 유지                                               |
| 클리소프스                               |                        | 보수당                 |                    | 마틴 비커스 (보수)             | 의석 유지                                               |
| 클루이드사우스                           |                        | 노동당                 |                    | 수잔 엘란 존스 (노동)          | 의석 유지                                               |
| 클루이드웨스트                           |                        | 보수당                 |                    | 데이비드 존스 (보수)           | 의석 유지                                               |
| 코트브리지 크리스턴 벨쉴                 |                        | 노동당                 |                    | 필 보스웰 (스코)               | 의석 획득, 톰 클라크 현의원 패배                        |
| 콜체스터                                 |                        | 자유민주당             |                    | 윌 퀸스 (보수)                 | 의석 획득, 밥 러셀 현의원 패배                          |
| 콘밸리                                   |                        | 보수당                 |                    | 제이슨 매카트니 (보수)         | 의석 유지                                               |
| 콩글턴                                   |                        | 보수당                 |                    | 피오나 브루스 (보수)           | 의석 유지                                               |
| 코프랜드                                 |                        | 노동당                 |                    | 제이미 리드 (노동)             | 의석 유지                                               |
| 코비                                     |                        | 노동협동               |                    | 톰 퍼스글로브 (보수)           | 의석 획득, 앤디 소포드 현의원 패배                      |
| 더코츠월즈                               |                        | 보수당                 |                    | 조프리 클리프턴브라운 (보수)   | 의석 유지                                               |
| 코번트리노스이스트                       |                        | 노동당                 |                    | 콜린 플레처 (노동)             | 의석 유지, 밥 에인즈워스 현의원 사임                    |
| 코번트리노스웨스트                       |                        | 노동당                 |                    | 조프리 로빈슨 (노동)           | 의석 유지                                               |
| 코번트리사우스                           |                        | 노동당                 |                    | 짐 커닝햄 (노동)               | 의석 유지                                               |
| 크롤리                                   |                        | 보수당                 |                    | 헨리 스미스 (보수)             | 의석 유지                                               |
| 크루 낸트위치                            |                        | 보수당                 |                    | 에드워드 팀슨 (보수)           | 의석 유지                                               |
| 크로이던센트럴                           |                        | 보수당                 |                    | 게빈 버웰 (보수)               | 의석 유지                                               |
| 크로이던노스                             |                        | 노동협동               |                    | 스티븐 리드 (노협)             | 의석 유지                                               |
| 크로이던사우스                           |                        | 보수당                 |                    | 크리스 필립 (보수)             | 의석 유지, 리처드 오터웨이 경 현의원 사임               |
| 컴버놀드 킬시스 커킨틸록이스트           |                        | 노동당                 |                    | 스튜어트 맥도날드 (스코)       | 의석 획득, 그레그 맥클라이먼트 현의원 패배              |
| 커넌밸리                                 |                        | 노동당                 |                    | 앤 클루이드 (노동)             | 의석 유지                                               |
| 대거넘 레이넘                            |                        | 노동당                 |                    | 존 크루다스 (노동)             | 의석 유지                                               |
| 달링턴                                   |                        | 노동당                 |                    | 제니 챕먼 (노동)               | 의석 유지                                               |
| 다트퍼드                                 |                        | 보수당                 |                    | 개리스 존슨 (보수)             | 의석 유지                                               |
| 대번트리                                 |                        | 보수당                 |                    | 크리스 히튼해리스 (보수)       | 의석 유지                                               |
| 델린                                     |                        | 노동당                 |                    | 데이비드 핸슨 (노동)           | 의석 유지                                               |
| 덴턴 레디시                              |                        | 노동당                 |                    | 앤드류 그윈 (노동)             | 의석 유지                                               |
| 더비노스                                 |                        | 노동당                 |                    | 아만다 솔로웨이 (보수)         | 의석 획득, 크리스 윌리엄슨 현의원 패배                  |
| 더비사우스                               |                        | 노동당                 |                    | 마가렛 베케트 부인 (노동)      | 의석 유지                                               |
| 더비셔데일스                             |                        | 보수당                 |                    | 패트릭 맥러플린 (보수)         | 의석 유지                                               |
| 더바이저즈                               |                        | 보수당                 |                    | 클레어 페리 (보수)             | 의석 유지                                               |
| 듀즈베리                                 |                        | 보수당                 |                    | 폴라 셰리프 (노동)             | 의석 획득, 사이먼 리벨 현의원 패배                      |
| 돈밸리                                   |                        | 노동당                 |                    | 캐롤라인 플린트 (노동)         | 의석 유지                                               |
| 동커스터센트럴                           |                        | 노동당                 |                    | 로지 윈터턴 (노동)             | 의석 유지                                               |
| 동커스터노스                             |                        | 노동당                 |                    | 에드 밀리밴드 (노동)           | 의석 유지                                               |
| 도버                                     |                        | 보수당                 |                    | 찰리 엘피크 (보수)             | 의석 유지                                               |
| 더들리노스                               |                        | 노동당                 |                    | 이안 오스틴 (노동)             | 의석 유지                                               |
| 더들리사우스                             |                        | 보수당                 |                    | 마이크 우드 (보수)             | 의석 유지, 크리스 켈리 현의원 사임                      |
| 덜위치 웨스트노우드                      |                        | 노동당                 |                    | 헬렌 헤이즈 (노동)             | 의석 유지, 테레사 조웰 부인 현의원 사임                 |
| 덤프리스갤러웨이                         |                        | 노동당                 |                    | 리처드 아클리스 (스코)         | 의석 획득, 러셀 브라운 현의원 패배                      |
| 덤프리스셔 클라이즈데일 트위드데일       |                        | 보수당                 |                    | 데이비드 먼델 (보수)           | 의석 유지                                               |
| 던디이스트                               |                        | 스코국민당             |                    | 스튜어트 호지 (스코)           | 의석 유지                                               |
| 던디웨스트                               |                        | 노동당                 |                    | 크리스 로 (스코)               | 의석 획득, 짐 맥고번 사임                               |
| 던펌린 웨스트파이프                      |                        | 노동당                 |                    | 더글라스 챕먼 (스코)           | 의석 획득, 토마스 도처티 현의원 패배                    |
| 시티오브더럼                             |                        | 노동당                 |                    | 로버타 블랙맨우즈 (노동)       | 의석 유지                                               |
| 뒤포르메이리오니드                       |                        | 웨일스당               |                    | 리즈 세이빌로버츠 (웨일스)     | 의석 유지, 엘핀 뤼드 현의원 사임                        |
| 얼링센트럴 액턴                          |                        | 보수당                 |                    | 루파 후크 (노동)               | 의석 획득, 앤지 브레이 현의원 패배                      |
| 얼링노스                                 |                        | 노동당                 |                    | 스티븐 파운드 (노동)           | 의석 유지                                               |
| 얼링사우설                               |                        | 노동당                 |                    | 비렌드라 샤르마 (노동)         | 의석 유지                                               |
| 이징턴                                   |                        | 노동당                 |                    | 그레이엄 모리스 (노동)         | 의석 유지                                               |
| 이스트앤트림                             |                        | 민주연합당             |                    | 새미 윌슨 (민연)               | 의석 유지                                               |
| 이스트데번                               |                        | 보수당                 |                    | 휴고 스위어 (보수)             | 의석 유지                                               |
| 이스트던바턴셔                           |                        | 자유민주당             |                    | 존 니콜슨 (스코)               | 의석 획득, 조 스윈슨 현의원 패배                        |
| 이스트햄                                 |                        | 노동당                 |                    | 스티븐 팀스 (노동)             | 의석 유지                                               |
| 이스트햄프셔                             |                        | 보수당                 |                    | 대미언 하인즈 (보수)           | 의석 유지                                               |
| 이스트킬브라이드 스트레이븐 레즈매헤이고 |                        | 노동당                 |                    | 리사 캐머런 (스코)             | 의석 획득, 마이클 맥캔 현의원 패배                      |
| 이스트런던데리                           |                        | 민주연합당             |                    | 그레고리 캠벨 (민연)           | 의석 유지                                               |
| 이스트로디언                             |                        | 노동당                 |                    | 조지 커러밴 (스코)             | 의석 획득, 피오나 오도넬 현의원 패배                    |
| 이스트렌프루셔                           |                        | 노동당                 |                    | 커스튼 오스왈드 (스코)         | 의석 획득, 짐 머피 현의원 패배                          |
| 이스트서리                               |                        | 보수당                 |                    | 샘 귀마흐 (보수)               | 의석 유지                                               |
| 이스트워싱 쇼어햄                        |                        | 보수당                 |                    | 팀 로턴 (보수)                 | 의석 유지                                               |
| 이스트요크셔                             |                        | 보수당                 |                    | 그레이그 나이트 경 (보수)      | 의석 유지                                               |
| 이스트번                                 |                        | 자유민주당             |                    | 캐롤라인 안셀 (보수)           | 의석 획득, 스티븐 로이드 현의원 패배                    |
| 이스틀리                                 |                        | 자유민주당             |                    | 밈스 데이비스 (보수)           | 의석 획득, 마이크 손턴 현의원 패배                      |
| 에디스버리                               |                        | 보수당                 |                    | 앤트와네트 샌드배치 (보수)     | 의석 유지, 스티븐 오브라이언 현의원 사임                |
| 에딘버러이스트                           |                        | 노동당                 |                    | 토미 셰퍼드 (스코)             | 의석 획득, 셰일라 길모어 현의원 패배                    |
| 에딘버러노스 레이스                      |                        | 노동협동               |                    | 데이드레 브록 (스코)           | 의석 획득, 마크 라자로비츠 현의원 패배                  |
| 에딘버러사우스                           |                        | 노동당                 |                    | 이안 머레이 (노동)             | 의석 유지                                               |
| 에딘버러사우스웨스트                     |                        | 노동당                 |                    | 조안나 체리 (스코)             | 의석 획득, 앨리스터 달링 현의원 사임                    |
| 에딘버러웨스트                           |                        | 자유민주당             |                    | 미셸 톰슨 (스코)               | 의석 획득, 마이클 크로커트 현의원 패배                  |
| 에드먼턴                                 |                        | 노동협동               |                    | 케이트 오사모 (노협)           | 의석 유지, 앤디 러브 현의원 사임                        |
| 엘즈미어포트 네스턴                      |                        | 노동당                 |                    | 저스틴 매더스 (노동)           | 의석 유지, 앤드류 밀러 현의원 사임                      |
| 엘멧 로스웰                              |                        | 보수당                 |                    | 알렉 셸브루크 (보수)           | 의석 유지                                               |
| 엘덤                                     |                        | 노동당                 |                    | 클라이브 에포드 (노동)         | 의석 유지                                               |
| 엔필드노스                               |                        | 보수당                 |                    | 조앤 라이언 (노동)             | 의석 획득, 닉 드 부아 현의원 패배                       |
| 엔필드사우스게이트                       |                        | 보수당                 |                    | 데이비드 버로즈 (보수)         | 의석 유지                                               |
| 에핑포레스트                             |                        | 보수당                 |                    | 엘레노어 레잉 (보수)           | 의석 유지                                               |
| 엡섬 이웰                                |                        | 보수당                 |                    | 크리스 그레일링 (보수)         | 의석 유지                                               |
| 에어워시                                 |                        | 보수당                 |                    | 매기 트루프 (보수)             | 의석 유지, 제시카 리 현의원 사임                        |
| 에리스 템즈미드                          |                        | 노동당                 |                    | 테레사 피어스 (노동)           | 의석 유지                                               |
| 이셔 월턴                                |                        | 보수당                 |                    | 도미닉 라브 (보수)             | 의석 유지                                               |
| 엑스터                                   |                        | 노동당                 |                    | 벤 브래드쇼 (노동)             | 의석 유지                                               |
| 폴커크                                   |                        | 무소속                 |                    | 존 맥넬리 (스코)               | 의석 획득, 에릭 조이스 현의원 (원래는 노동당 의원) 사임 |
| 페어햄                                   |                        | 보수당                 |                    | 수엘라 페르난데스 (보수)       | 의석 유지, 마크 호반 현의원 사임                        |
| 파버셤 미드켄트                          |                        | 보수당                 |                    | 헬렌 웨이틀리 (보수)           | 의석 유지, 휴 로버트슨 현의원 사임                      |
| 펠텀 헤스턴                              |                        | 노동협동               |                    | 세마 말로트라 (노협)           | 의석 유지                                               |
| 퍼매너 사우스티론                        |                        | 신 페인                |                    | 톰 엘리엇 (얼스터)             | 의석 획득, 마셸 길더뉴 현의원 패배                      |
| 필턴 브래들리스토크                      |                        | 보수당                 |                    | 잭 로프레스티 (보수)           | 의석 유지                                               |
| 핀칠리 골더스그린                        |                        | 보수당                 |                    | 마이크 프리어 (보수)           | 의석 유지                                               |
| 포크스톤 히스                            |                        | 보수당                 |                    | 데미안 콜린스 (보수)           | 의석 유지                                               |
| 포레스트오브딘                           |                        | 보수당                 |                    | 마크 하퍼 (보수)               | 의석 유지                                               |
| 포일                                     |                        | 사회민주노동당         |                    | 마크 두르칸 (사민노)           | 의석 유지                                               |
| 필드                                     |                        | 보수당                 |                    | 마크 멘지스 (보수)             | 의석 유지                                               |
| 게인즈버러                               |                        | 보수당                 |                    | 에드워드 리 경 (보수)          | 의석 유지                                               |
| 가스톤 헤일우드                          |                        | 노동당                 |                    | 마리아 이글 (노동)             | 의석 유지                                               |
| 게이츠헤드                               |                        | 노동당                 |                    | 이안 먼즈 (노동)               | 의석 유지                                               |
| 게들링                                   |                        | 노동당                 |                    | 버논 코커 (노동)               | 의석 유지                                               |
| 질링엄 레이넘                            |                        | 보수당                 |                    | 레이먼 치슈티 (보수)           | 의석 유지                                               |
| 글래스고센트럴                           |                        | 노동당                 |                    | 앨리슨 튜리스 (스코)           | 의석 획득, 아나스 사와르 현의원 패배                    |
| 글래스고이스트                           |                        | 노동당                 |                    | 나탈리 맥게리 (스코)           | 의석 획득, 마거렛 커렌 현의원 패배                      |
| 글래스고노스                             |                        | 노동당                 |                    | 패트릭 그레이디 (스코)         | 의석 획득, 앤 메케인 현의원 패배                        |
| 글래스고노스이스트                       |                        | 노동당                 |                    | 앤 맥러플린 (스코)             | 의석 획득, 윌리 베인 현의원 패배                        |
| 글래스고노스웨스트                       |                        | 노동당                 |                    | 캐롤 모너건 (스코)             | 의석 획득, 존 로버트슨 현의원 패배                      |
| 글래스고사우스                           |                        | 노동당                 |                    | 스튜어트 맥도날드 (스코)       | 의석 획득, 톰 해리스 현의원 패배                        |
| 글래스고사우스웨스트                     |                        | 노동협동               |                    | 크리스 스티븐스 (스코)         | 의석 획득, 이안 데이비슨 현의원 패배                    |
| 글랜로시스                               |                        | 노동당                 |                    | 피터 그랜트 (스코)             | 의석 획득, 린제이 로이 현의원 사임                      |
| 글로스터                                 |                        | 보수당                 |                    | 리처드 그레이엄 (보수)         | 의석 유지                                               |
| 고든                                     |                        | 자유민주당             |                    | 앨릭스 새먼드 (스코)           | 의석 획득, 말콤 브루스 경 현의원 사임                   |
| 고스포트                                 |                        | 보수당                 |                    | 캐롤라인 디네이지 (보수)       | 의석 유지                                               |
| 고워                                     |                        | 노동당                 |                    | 바이런 데이비스 (보수)         | 의석 획득, 마틴 카턴 현의원 사임                        |
| 그랜텀 스탬포드                          |                        | 보수당                 |                    | 니콜라스 볼스 (보수)           | 의석 유지                                               |
| 그레이브셤                               |                        | 보수당                 |                    | 애덤 홀로웨이 (보수)           | 의석 유지                                               |
| 그레이트그림즈비                         |                        | 노동당                 |                    | 밀레인 온 (노동)               | 의석 유지, 오스틴 미첼 현의원 사임                      |
| 그레이트야머스                           |                        | 보수당                 |                    | 브랜든 루이스 (보수)           | 의석 유지                                               |
| 그리니치 울리치                          |                        | 노동당                 |                    | 매튜 페니쿡 (노동)             | 의석 유지, 닉 레인즈포드 현의원 사임                    |
| 길드퍼드                                 |                        | 보수당                 |                    | 앤 밀턴 (보수)                 | 의석 유지                                               |
| 해크니노스 스트로크뉴잉턴                |                        | 노동당                 |                    | 다이앤 애보트 (노동)           | 의석 유지                                               |
| 해크니사우스 쇼어디치                    |                        | 노동협동               |                    | 메그 힐리어 (노협)             | 의석 유지                                               |
| 헤일소언 로리레지스                      |                        | 보수당                 |                    | 제임스 모리스 (보수당)         | 의석 유지                                               |
| 핼리팩스                                 |                        | 노동협동               |                    | 홀리 워커린치 (노동)           | 의석 유지, 린다 리오던 현의원 사임                      |
| 홀템프라이스 하우든                      |                        | 보수당                 |                    | 데이비드 데이비스 (보수)       | 의석 유지                                               |
| 홀턴                                     |                        | 노동당                 |                    | 데렉 트위그 (노동)             | 의석 유지                                               |
| 해머스미스                               |                        | 노동당                 |                    | 앤디 슬로터 (노동)             | 의석 유지                                               |
| 햄스테드 킬번                            |                        | 노동당                 |                    | 툴리프 시디크 (노동)           | 의석 유지, 글렌다 잭슨 현의원 사임                      |
| 하브러                                   |                        | 보수당                 |                    | 에드워드 가니어 경 (보수)      | 의석 유지                                               |
| 할로                                     |                        | 보수당                 |                    | 로버트 할폰 (보수)             | 의석 유지                                               |
| 해로게이트 네어즈버러                    |                        | 보수당                 |                    | 앤드류 존스 (보수)             | 의석 유지                                               |
| 해로우이스트                             |                        | 보수당                 |                    | 밥 블랙맨 (보수)               | 의석 유지                                               |
| 해로우웨스트                             |                        | 노동협동               |                    | 개러스 토마스 (노협)           | 의석 유지                                               |
| 하틀풀                                   |                        | 노동당                 |                    | 이언 라이트 (노동)             | 의석 유지                                               |
| 하리치 노스에섹스                        |                        | 보수당                 |                    | 버나드 젠킨 (보수)             | 의석 유지                                               |
| 헤이스팅스 라이                          |                        | 보수당                 |                    | 앰버 러드 (보수)               | 의석 유지                                               |
| 해번트                                   |                        | 보수당                 |                    | 앨런 맥 (보수)                 | 의석 유지, 데이비드 윌레츠 현의원 사임                  |
| 헤이즈 할링턴                            |                        | 노동당                 |                    | 존 맥도넬 (노동)               | 의석 유지                                               |
| 하젤그로브                               |                        | 자유민주당             |                    | 윌리엄 레그 (보수)             | 의석 획득, 앤드루 스터넬 경 현의원 사임                 |
| 헤멜헴프스테드                           |                        | 보수당                 |                    | 마이크 페닝 (보수)             | 의석 유지                                               |
| 헴스워스                                 |                        | 노동당                 |                    | 존 트리켓 (노동)               | 의석 유지                                               |
| 헨던                                     |                        | 보수당                 |                    | 매튜 오포드 (보수)             | 의석 유지                                               |
| 헨리                                     |                        | 보수당                 |                    | 존 허웰 (보수)                 | 의석 유지                                               |
| 헤리퍼드 사우스헤리퍼드셔                |                        | 보수당                 |                    | 제시 노만 (보수)               | 의석 유지                                               |
| 하트퍼드 스토트퍼드                      |                        | 보수당                 |                    | 마크 프리스크 (보수)           | 의석 유지                                               |
| 하츠미어                                 |                        | 보수당                 |                    | 올리버 도든 (보수)             | 의석 유지, 제임스 클래피슨 현의원 사임                  |
| 헥섬                                     |                        | 보수당                 |                    | 가이 오퍼맨 (보수)             | 의석 유지                                               |
| 헤이우드 미들턴                          |                        | 노동당                 |                    | 리즈 매킨스 (노동)             | 의석 유지                                               |
| 하이피크                                 |                        | 보수당                 |                    | 앤드류 빙엄 (보수)             | 의석 유지                                               |
| 히친 하픈던                              |                        | 보수당                 |                    | 피터 릴리 (보수)               | 의석 유지                                               |
| 홀번 세인트판크라스                      |                        | 노동당                 |                    | 키어 스타머 경 (노동)          | 의석 유지, 프랭크 도브슨 현의원 사임                    |
| 혼처치 업민스터                          |                        | 보수당                 |                    | 안젤라 왓킨슨 여사 (보수)      | 의석 유지                                               |
| 혼지 우드그린                            |                        | 자유민주당             |                    | 캐서린 웨스트 (노동)           | 의석 획득, 린 피더스톤 현의원 패배                      |
| 호셤                                     |                        | 보수당                 |                    | 제레미 퀸 (보수)               | 의석 유지, 프랜시스 모드 현의원 사임                    |
| 하우튼 선덜랜드사우스                    |                        | 노동당                 |                    | 브리짓 필립슨 (노동)           | 의석 유지                                               |
| 호브                                     |                        | 보수당                 |                    | 피터 카일 (노동)               | 의석 획득, 마이크 웨덜리 현의원 사임                    |
| 허더스필드                               |                        | 노동협동               |                    | 배리 셰어맨 (노협)             | 의석 유지                                               |
| 헌팅던                                   |                        | 보수당                 |                    | 조너던 자놀리 (보수)           | 의석 유지                                               |
| 하인드번                                 |                        | 노동당                 |                    | 그레이엄 존스 (노동)           | 의석 유지                                               |
| 일퍼드노스                               |                        | 보수당                 |                    | 웨스 스트리팅 (노동)           | 의석 획득, 리 스콧 현의원 패배                          |
| 일퍼드사우스                             |                        | 노동협동               |                    | 마이크 게입스 (노협)           | 의석 유지                                               |
| 인버클라이드                             |                        | 노동당                 |                    | 로니 코언 (스코)               | 의석 획득, 이안 매켄지 현의원 패배                      |
| 인버네스 네른 배드녹 스트래스페이        |                        | 자유민주당             |                    | 드류 핸드리 (스코)             | 의석 획득, 대니 알렉산더 현의원 패배                    |
| 입스위치                                 |                        | 보수당                 |                    | 벤 거머 (보수)                 | 의석 유지                                               |
| 아일오브와이트                           |                        | 보수당                 |                    | 앤드류 터너 (보수)             | 의석 유지                                               |
| 이즐링턴노스                             |                        | 노동당                 |                    | 제레미 카빈 (노동)             | 의석 유지                                               |
| 이즐링턴사우스 핀스베리                  |                        | 노동당                 |                    | 에밀리 손베리 (노동)           | 의석 유지                                               |
| 이슬루인                                 |                        | 노동협동               |                    | 크리스 이반스 (노협)           | 의석 유지                                               |
| 재로우                                   |                        | 노동당                 |                    | 스티븐 헵번 (노동)             | 의석 유지                                               |
| 키슬리                                   |                        | 보수당                 |                    | 크리스 홉킨스 (보수)           | 의석 유지                                               |
| 케닐워스 사우섬                          |                        | 보수당                 |                    | 제레미 라이트 (보수)           | 의석 유지                                               |
| 켄징턴                                   |                        | 무소속                 |                    | 레이디 빅토리아 보릭 (보수)    | 의석 유지, 말콤 리프킨드 경 현의원 사임                 |
| 케더링                                   |                        | 보수당                 |                    | 필링 홀로본 (보수)             | 의석 유지                                               |
| 킬마넉 라우던                            |                        | 노동협동               |                    | 앨런 브라운 (스코)             | 의석 획득, 캐시 제이미슨 현의원 패배                    |
| 킹스턴 서비턴                            |                        | 자유민주당             |                    | 제임스 베리 (보수)             | 의석 획득, 에드 데이비 현의원 패배                      |
| 킹스턴어폰헐이스트                       |                        | 노동당                 |                    | 칼 터너 (노동)                 | 의석 유지                                               |
| 킹스턴어폰헐노스                         |                        | 노동당                 |                    | 다이애나 존슨 (노동)           | 의석 유지                                               |
| 킹스턴어폰헐웨스트 헤즐                  |                        | 노동당                 |                    | 앨런 존슨 (노동)               | 의석 유지                                               |
| 킹스우드                                 |                        | 보수당                 |                    | 크리스 스키드모어 (보수)       | 의석 유지                                               |
| 커콜디 카우든비스                        |                        | 노동당                 |                    | 로저 멀린 (스코)               | 의석 획득, 고든 브라운 현의원 사임                      |
| 나우즐리                                 |                        | 노동당                 |                    | 조지 하워스 (노동)             | 의석 유지                                               |
| 라간밸리                                 |                        | 민통                   |                    | 제프리 도날드슨 (민통)         | 의석 유지                                               |
| 래나크 해밀턴이스트                      |                        | 노동당                 |                    | 안젤라 크롤리 (스코)           | 의석 획득, 지미 후드 현의원 패배                        |
| 랭커스터 플리트우드                      |                        | 보수당                 |                    | 캣 스미스 (노동)               | 의석 획득, 에릭 올런쇼 현의원 패배                      |
| 리즈센트럴                               |                        | 노동당                 |                    | 힐러리 벤 (노동)               | 의석 유지                                               |
| 리즈이스트                               |                        | 노동당                 |                    | 리처드 버건 (노동)             | 의석 유지, 조지 머디 사임                               |
| 리즈노스이스트                           |                        | 노동당                 |                    | 패비언 해밀턴 (노동)           | 의석 유지                                               |
| 리즈노스웨스트                           |                        | 자유민주당             |                    | 그레그 멀홀랜드 (자민)         | 의석 유지                                               |
| 리즈웨스트                               |                        | 노동당                 |                    | 레이첼 리브스 (노동)           | 의석 유지                                               |
| 레이체스터이스트                         |                        | 노동당                 |                    | 케이스 바즈 (노동)             | 의석 유지                                               |
| 레이체스터사우스                         |                        | 노동협동               |                    | 존 애시워스 (노협)             | 의석 유지                                               |
| 레이체스터웨스트                         |                        | 노동당                 |                    | 엘리자베스 켄덜 (노동)         | 의석 유지                                               |
| 리                                       |                        | 노동당                 |                    | 앤디 버넘 (노동)               | 의석 유지                                               |
| 루이스                                   |                        | 자유민주당             |                    | 마리아 콜필드 (보수)           | 의석 획득, 노먼 베이커 현의원 패배                      |
| 루이셤이스트                             |                        | 노동당                 |                    | 하이디 알렉산더 (노동)         | 의석 유지                                               |
| 루이셤웨스트 펜지                        |                        | 노동당                 |                    | 짐 도드 (노동)                 | 의석 유지                                               |
| 루이셤 데트퍼드                          |                        | 노동당                 |                    | 비키 폭스트로프트 (노동)       | 의석 유지, 조앤 러독 여사 현의원 사임                   |
| 레이턴 원스테드                          |                        | 노동당                 |                    | 존 크라이어 (노동)             | 의석 유지                                               |
| 리치필드                                 |                        | 보수당                 |                    | 마이클 파브리컨트 (보수)       | 의석 유지                                               |
| 링컨                                     |                        | 보수당                 |                    | 칼 매카시 (보수)               | 의석 유지                                               |
| 린리스고 이스트폴커크                    |                        | 노동당                 |                    | 마틴 데이 (스코)               | 의석 획득, 마이클 코나티 패배                           |
| 리버풀리버사이드                         |                        | 노동협동               |                    | 루이스 엘먼 (노협)             | 의석 유지                                               |
| 리버풀월턴                               |                        | 노동당                 |                    | 스티브 로더럼 (노동)           | 의석 유지                                               |
| 리버풀웨이버트리                         |                        | 노동협동               |                    | 루시아나 버거 (노협)           | 의석 유지                                               |
| 리버풀웨스트더비                         |                        | 노동협동               |                    | 스티븐 트위그 (노협)           | 의석 유지                                               |
| 리빙스턴                                 |                        | 노동당                 |                    | 한나 바델 (스코)               | 의석 획득, 그렘 모리스 현의원 패배                      |
| 흘라네흘리                               |                        | 노동당                 |                    | 니아 그리프스 (노동)           | 의석 유지                                               |
| 러프버러                                 |                        | 보수당                 |                    | 니키 모건 (보수)               | 의석 유지                                               |
| 루스 혼캐슬                              |                        | 보수당                 |                    | 빅토리아 앳킨스 (보수)         | 의석 유지, 피터 탭셀 경 사임                            |
| 러들로우                                 |                        | 보수당                 |                    | 필립 던 (보수)                 | 의석 유지                                               |
| 루턴노스                                 |                        | 노동당                 |                    | 켈빈 홉킨스 (노동)             | 의석 유지                                               |
| 루턴사우스                               |                        | 노동협동               |                    | 개빈 셔커 (노협)               | 의석 유지                                               |
| 메이클즈필드                             |                        | 보수당                 |                    | 데이비드 러틀리 (보수)         | 의석 유지                                               |
| 메이든헤드                               |                        | 보수당                 |                    | 테레사 메이 (보수)             | 의석 유지                                               |
| 메이드스톤 윌드                          |                        | 보수당                 |                    | 헬렌 그랜트 (보수)             | 의석 유지                                               |
| 마커필드                                 |                        | 노동당                 |                    | 이본 포버그 (노동)             | 의석 유지                                               |
| 몰던                                     |                        | 보수당                 |                    | 존 위팅데일 (보수)             | 의석 유지                                               |
| 맨체스터센트럴                           |                        | 노동협동               |                    | 루시 파워웰 (노협)             | 의석 유지                                               |
| 맨체스터고튼                             |                        | 노동당                 |                    | 제럴드 코프맨 경 (노동)        | 의석 유지                                               |
| 맨체스터위싱턴                           |                        | 자유민주당             |                    | 제프 스미스 (노동)             | 의석 획득, 존 리치 현의원 패배                          |
| 맨스필드                                 |                        | 노동당                 |                    | 앨런 밀 경 (노동)              | 의석 유지                                               |
| 미온밸리                                 |                        | 보수당                 |                    | 조지 홀링베리 (보수)           | 의석 유지                                               |
| 메리던                                   |                        | 보수당                 |                    | 캐롤라인 스펠맨 (보수)         | 의석 유지                                               |
| 머서티드빌 림니                          |                        | 노동당                 |                    | 제럴드 존스 (노동)             | 의석 유지, 데이 하버드 현의원 사임                      |
| 미드베드퍼드셔                           |                        | 보수당                 |                    | 나딘 도리스 (보수)             | 의석 유지                                               |
| 미드더비셔                               |                        | 보수당                 |                    | 폴라인 래덤 (보수)             | 의석 유지                                               |
| 미드도싯 노스풀                          |                        | 자유민주당             |                    | 마이클 톰린슨 (보수)           | 의석 획득, 애너트 브루크 사임                           |
| 미드노퍽                                 |                        | 보수당                 |                    | 조지 프리맨 (보수)             | 의석 유지                                               |
| 미드서섹스                               |                        | 보수당                 |                    | 니콜라스 솜즈 경 (보수)        | 의석 유지                                               |
| 미드얼스터                               |                        | 신 페인                |                    | 프랜시 몰로이 (신페인)         | 의석 유지                                               |
| 미드우스터셔                             |                        | 보수당                 |                    | 나이절 허들스턴 (보수)         | 의석 유지, 피터 러프 경 현의원 사임                     |
| 미들즈브러                               |                        | 노동당                 |                    | 앤디 맥도날드 (노동)           | 의석 유지                                               |
| 미들즈브러사우스 이스트클리블랜드        |                        | 노동당                 |                    | 톰 블렌킨숍 (노동)             | 의석 유지                                               |
| 미들로디언                               |                        | 노동당                 |                    | 오웬 톰슨 (스코)               | 의석 획득, 데이비드 해밀턴 사임                         |
| 밀턴케인스노스                           |                        | 보수당                 |                    | 마크 랭커스터 (보수)           | 의석 유지                                               |
| 밀턴케인스사우스                         |                        | 보수당                 |                    | 이언 스튜어트 (보수)           | 의석 유지                                               |
| 미첨 모든                                |                        | 노동당                 |                    | 시오베인 맥도너프 (노동)       | 의석 유지                                               |
| 몰밸리                                   |                        | 보수당                 |                    | 폴 브레스포드 경 (보수)        | 의석 유지                                               |
| 몬머스                                   |                        | 보수당                 |                    | 데이비드 데이비스 (보수)       | 의석 유지                                               |
| 몽고메리셔                               |                        | 보수당                 |                    | 글린 데이비스 (보수)           | 의석 유지                                               |
| 머리                                     |                        | 스코국민당             |                    | 앵거스 로버트슨 (스코)         | 의석 유지                                               |
| 모컴 룬스데일                            |                        | 보수당                 |                    | 데이비드 모리스 (보수)         | 의석 유지                                               |
| 몰리 아웃우드                            |                        | 노동협동               |                    | 안드레아 젠킨스 (보수)         | 의석 획득, 에드 벌스 현의원 패배                        |
| 머더웰 위쇼                              |                        | 노동당                 |                    | 매리언 펠로스 (스코)           | 의석 획득, 프랭크 로이 현의원 패배                      |
| 너헬라넌어니어르 (웨스턴아일스)          |                        | 스코국민당             |                    | 앵거스 맥네일 (스코)           | 의석 유지                                               |
| 니스                                     |                        | 노동당                 |                    | 크리스티나 리스 (노동)         | 의석 유지, 피터 헤인 현의원 사임                        |
| 뉴포레스트이스트                         |                        | 보수당                 |                    | 줄리안 루이스 (보수)           | 의석 유지                                               |
| 뉴포레스트웨스트                         |                        | 보수당                 |                    | 데즈먼드 스웨인 (보수)         | 의석 유지                                               |
| 뉴어크                                   |                        | 보수당                 |                    | 로버트 젠릭 (보수)             | 의석 유지                                               |
| 뉴베리                                   |                        | 보수당                 |                    | 리처드 베니언 (보수)           | 의석 유지                                               |
| 뉴캐슬어폰타인센트럴                     |                        | 노동당                 |                    | 치 오누라 (노동)               | 의석 유지                                               |
| 뉴캐슬어폰타인이스트                     |                        | 노동당                 |                    | 닉 브라운 (노동)               | 의석 유지                                               |
| 뉴캐슬어폰타인노스                       |                        | 노동당                 |                    | 캐서린 매키넬 (노동)           | 의석 유지                                               |
| 뉴캐슬언더라임                           |                        | 노동당                 |                    | 폴 파렐리 (노동)               | 의석 유지                                               |
| 뉴포트 이스트                            |                        | 노동당                 |                    | 제시카 모든 (노동)             | 의석 유지                                               |
| 뉴포트 웨스트                            |                        | 노동당                 |                    | 폴 플린 (노동)                 | 의석 유지                                               |
| 뉴리 아마                                |                        | 신 페인                |                    | 미키 브래디 (신페인)           | 의석 유지, 코너 머피 현의원 사임                        |
| 뉴턴애버트                               |                        | 보수당                 |                    | 앤 마리 모리스 (보수)          | 의석 유지                                               |
| 노먼턴 폰트프랙트 캐슬퍼드               |                        | 노동당                 |                    | 이브트 쿠퍼 (노동)             | 의석 유지                                               |
| 노스앤트림                               |                        | 민통                   |                    | 이안 페이슬리 주니어 (민통)    | 의석 유지                                               |
| 노스애어셔 애런                          |                        | 노동당                 |                    | 패트리시아 깁슨 (스코)         | 의석 획득, 케이티 클라크 현의원 패배                    |
| 노스콘월                                 |                        | 자유민주당             |                    | 스코트 맨 (보수)               | 의석 획득, 댄 로저슨 현의원 패배                        |
| 노스데번                                 |                        | 자유민주당             |                    | 피터 히턴존스 (보수)           | 의석 획득, 닉 하베이 경 현의원 패배                     |
| 노스도싯                                 |                        | 보수당                 |                    | 사이먼 호어 (보수)             | 의석 유지, 로버트 월터 현의원 패배 사임                 |
| 노스다운                                 |                        | 무소속                 |                    | 실비아 허몬 여사 (무소속)      | 의석 유지                                               |
| 노스더럼                                 |                        | 노동당                 |                    | 케번 존스 (노동)               | 의석 유지                                               |
| 노스이스트베드퍼드셔                     |                        | 보수당                 |                    | 앨러스테어 바트 (보수)         | 의석 유지                                               |
| 노스이스트케임브리지셔                   |                        | 보수당                 |                    | 스티븐 바클레이 (보수)         | 의석 유지                                               |
| 노스이스트더비셔                         |                        | 노동당                 |                    | 나타샤 에인절 (노동)           | 의석 유지                                               |
| 노스이스트파이프                         |                        | 자유민주당             |                    | 스티븐 게틴스 (스코)           | 의석 획득, 멘지스 캠벨 경 현의원 사임                   |
| 노스이스트햄프셔                         |                        | 보수당                 |                    | 라닐 자야와르데나 (보수)       | 의석 유지, 제임스 애버스넛 현의원 사임                  |
| 노스이스트허트퍼드셔                     |                        | 보수당                 |                    | 올리버 힐드 경 (보수)          | 의석 유지                                               |
| 노스이스트서머셋                         |                        | 보수당                 |                    | 제이콥 리스모그 (보수)         | 의석 유지                                               |
| 노스헤리퍼드셔                           |                        | 보수당                 |                    | 빌 위긴 (보수)                 | 의석 유지                                               |
| 노스노어포크                             |                        | 자유민주당             |                    | 노맨 램 (LD)                   | 의석 유지                                               |
| 노스슈롭셔                               |                        | 보수당                 |                    | 오웬 패터슨 (보수)             | 의석 유지                                               |
| 노스서머셋                               |                        | 보수당                 |                    | 리암 폭스 (보수)               | 의석 유지                                               |
| 노스스윈던                               |                        | 보수당                 |                    | 저스틴 톰린슨 (보수)           | 의석 유지                                               |
| 노스터넷                                 |                        | 보수당                 |                    | 로저 게일 경 (보수)            | 의석 유지                                               |
| 노스타인사이드                           |                        | 노동당                 |                    | 메리 글린던 (노동)             | 의석 유지                                               |
| 노스워윅셔                               |                        | 보수당                 |                    | 크레이그 트레이시 (보수)       | 의석 유지, 댄 바일스 현의원 사임                        |
| 노스웨스트케임브리지셔                   |                        | 보수당                 |                    | 샤일레시 바라 (보수)           | 의석 유지                                               |
| 노스웨스트더럼                           |                        | 노동당                 |                    | 팻 글래스 (노동)               | 의석 유지                                               |
| 노스웨스트햄프셔                         |                        | 보수당                 |                    | 킷 멀타우스 (보수)             | 의석 유지, 조지 영 경 현의원 사임                       |
| 노스웨스트레이체스터셔                   |                        | 보수당                 |                    | 앤드류 브리드전 (보수)         | 의석 유지                                               |
| 노스웨스트노퍽                           |                        | 보수당                 |                    | 헨리 벨링햄 (보수)             | 의석 유지                                               |
| 노스윌트셔                               |                        | 보수당                 |                    | 제임스 그레이 (보수)           | 의석 유지                                               |
| 노샘프턴노스                             |                        | 보수당                 |                    | 마이클 엘리스 (보수)           | 의석 유지                                               |
| 노샘프턴사우스                           |                        | 보수당                 |                    | 데이비드 매킨토시 (보수)       | 의석 유지, 브라이언 빈리 현의원 사임                    |
| 노리치노스                               |                        | 보수당                 |                    | 클로이 스미스 (보수)           | 의석 유지                                               |
| 노리치사우스                             |                        | 자유민주당             |                    | 클라이브 루이스 (노동)         | 의석 획득, 사이먼 라이트 현의원 패배                    |
| 노팅엄이스트                             |                        | 노동협동               |                    | 크리스 레즐리 (노협)           | 의석 유지                                               |
| 노팅엄노스                               |                        | 노동당                 |                    | 그레이엄 앨런 (노동)           | 의석 유지                                               |
| 노팅엄사우스                             |                        | 노동당                 |                    | 릴리안 그린우드 (노동)         | 의석 유지                                               |
| 너니턴                                   |                        | 보수당                 |                    | 마커스 존스 (보수)             | 의석 유지                                               |
| 오킬 사우스퍼스셔                        |                        | 노동당                 |                    | 타스미나 아흐메드셰이크 (스코) | 의석 획득, 고든 뱅크스 현의원 패배                      |
| 오그모어                                 |                        | 노동당                 |                    | 휴 이란카데이비스 (노동)       | 의석 유지                                               |
| 올드벡슬리 시드컵                        |                        | 보수당                 |                    | 제임스 브로큰셔 (보수)         | 의석 유지                                               |
| 올덤이스트 새들워스                      |                        | 노동당                 |                    | 데비 에이브러햄 (노동)         | 의석 유지                                               |
| 올덤웨스트 로이턴                        |                        | 노동당                 |                    | 마이클 미처 (노동)             | 의석 유지                                               |
| 오크니 셰틀랜드                          |                        | 자유민주당             |                    | 앨러스테어 카마이클 (자민)     | 의석 유지                                               |
| 오핑턴                                   |                        | 보수당                 |                    | 조 존슨 (보수)                 | 의석 유지                                               |
| 옥스퍼드이스트                           |                        | 노동당                 |                    | 앤드류 스미스 (노동)           | 의석 유지                                               |
| 옥스퍼드웨스트 애빙던                    |                        | 보수당                 |                    | 니콜라 블랙우드 (보수)         | 의석 유지                                               |
| 페이즐리 렌프루셔노스                    |                        | 노동당                 |                    | 개빈 뉴랜즈 (스코)             | 의석 획득, 짐 셰리단 현의원 패배                        |
| 페이즐리 렌프루셔사우스                  |                        | 노동당                 |                    | 마이리 블랙 (스코)             | 의석 획득, 더글라스 알렉산더 현의원 패배                |
| 펜들                                     |                        | 보수당                 |                    | 앤드류 스티븐슨 (보수)         | 의석 유지                                               |
| 페니스톤 스톡스브리지                    |                        | 노동당                 |                    | 안젤라 스미스 (노동)           | 의석 유지                                               |
| 펜리스 보더                              |                        | 보수당                 |                    | 로리 스튜어트 (보수)           | 의석 유지                                               |
| 퍼스 노스퍼스셔                          |                        | 스코국민당             |                    | 피트 위셔트 (스코)             | 의석 유지                                               |
| 피터버러                                 |                        | 보수당                 |                    | 스튜어트 잭슨 (보수)           | 의석 유지                                               |
| 플리머스무어뷰                           |                        | 노동당                 |                    | 조니 머서 (보수)               | 의석 획득, 앨리슨 시벡 현의원 패배                      |
| 플리머스서튼 데번포트                    |                        | 보수당                 |                    | 올리버 콜바일 (보수)           | 의석 유지                                               |
| 폰티프리드                               |                        | 노동당                 |                    | 오웬 스미스 (노동)             | 의석 유지                                               |
| 풀                                       |                        | 보수당                 |                    | 로버트 심스 (보수)             | 의석 유지                                               |
| 포플러 라임하우스                        |                        | 노동당                 |                    | 짐 피츠패트릭 (노동)           | 의석 유지                                               |
| 포츠머스노스                             |                        | 보수당                 |                    | 페니 모돈트 (보수)             | 의석 유지                                               |
| 포츠머스사우스                           |                        | 무소속                 |                    | 플릭 드러먼드 (보수)           | 의석 획득, 마이크 핸콕 현의원 (원래는 자민당 의원) 패배 |
| 프레슬리펨브룩셔                         |                        | 보수당                 |                    | 스티븐 크랩 (보수)             | 의석 유지                                               |
| 프레스턴                                 |                        | 노동협동               |                    | 마크 헨드릭 (노협)             | 의석 유지                                               |
| 펏지                                     |                        | 보수당                 |                    | 스튜어트 앤드류 (보수)         | 의석 유지                                               |
| 퍼트니                                   |                        | 보수당                 |                    | 저스틴 그리닝 (보수)           | 의석 유지                                               |
| 레일리 윅퍼드                            |                        | 보수당                 |                    | 마크 프랜시스 (보수)           | 의석 유지                                               |
| 리딩이스트                               |                        | 보수당                 |                    | 럽 윌슨 (보수)                 | 의석 유지                                               |
| 리딩웨스트                               |                        | 보수당                 |                    | 알로크 샤르마 (보수)           | 의석 유지                                               |
| 레드카                                   |                        | 자유민주당             |                    | 안나 털리 (노협)               | 의석 획득, 이안 스웨일스 사임                           |
| 레디치                                   |                        | 보수당                 |                    | 캐런 럼리 (보수)               | 의석 유지                                               |
| 라이게이트                               |                        | 보수당                 |                    | 크리스핀 블런트 (보수)         | 의석 유지                                               |
| 론다                                     |                        | 노동당                 |                    | 크리스 브라이언트 (노동)       | 의석 유지                                               |
| 리블밸리                                 |                        | 보수당                 |                    | 나이절 이반스 (보수)           | 의석 유지                                               |
| 리치몬드 (요크스)                        |                        | 보수당                 |                    | 리시 수낵 (보수)               | 의석 유지, 윌리엄 헤이그 현의원 사임                    |
| 리치몬드파크                             |                        | 보수당                 |                    | 잭 골드스미스 (보수)           | 의석 유지                                               |
| 로치데일                                 |                        | 노동당                 |                    | 사이먼 댄적 (노동)             | 의석 유지                                               |
| 로체스터 스트루드                        |                        | 영국 독립당            |                    | 켈리 톨러스트 (보수)           | 의석 획득, 마크 레클리스 현의원 패배                    |
| 로크퍼드 사우스엔드이스트                |                        | 보수당                 |                    | 제임스 더드리지 (보수)         | 의석 유지                                               |
| 롬퍼드                                   |                        | 보수당                 |                    | 앤드류 러전델 (보수)           | 의석 유지                                               |
| 롬지 사우샘프턴노스                      |                        | 보수당                 |                    | 캐롤라인 로크스 (보수)         | 의석 유지                                               |
| 로스 스카이 러카버                       |                        | 자유민주당             |                    | 이안 블랙포드 (스코)           | 의석 획득, 찰스 케네디 현의원 패배                      |
| 로전데일 다웰                            |                        | 보수당                 |                    | 제이크 베리 (보수)             | 의석 유지                                               |
| 로더밸리                                 |                        | 노동당                 |                    | 케빈 배런 경 (노동)            | 의석 유지                                               |
| 로더럼                                   |                        | 노동당                 |                    | 사라 챔피언 (노동)             | 의석 유지                                               |
| 럭비                                     |                        | 보수당                 |                    | 마크 퍼지 (보수)               | 의석 유지                                               |
| 라이슬립 노스우드 피너                   |                        | 보수당                 |                    | 닉 허드 (보수)                 | 의석 유지                                               |
| 러니미드 웨이브리지                      |                        | 보수당                 |                    | 필립 하먼드 (보수)             | 의석 유지                                               |
| 러시클리프                               |                        | 보수당                 |                    | 케네스 클라크 (보수)           | 의석 유지                                               |
| 루터글랜 해밀턴웨스트                    |                        | 노동협동               |                    | 마가렛 퍼리어 (스코)           | 의석 획득, 톰 그레이트렉스 현의원 패배                  |
| 러틀랜드 멜턴                            |                        | 보수당                 |                    | 앨런 던컨 경 (보수)            | 의석 유지                                               |
| 사프런월든                               |                        | 보수당                 |                    | 앨런 헤이젤허스트 경 (보수)    | 의석 유지                                               |
| 샐퍼드 에클스                            |                        | 노동당                 |                    | 레베카 롱베일리 (노동)         | 의석 유지, 헤이즐 블레어스 사임                         |
| 솔즈베리                                 |                        | 보수당                 |                    | 존 글렌 (보수)                 | 의석 유지                                               |
| 스카버러 휘트비                          |                        | 보수당                 |                    | 로버트 굿윌 (보수)             | 의석 유지                                               |
| 스컨소프                                 |                        | 노동당                 |                    | 닉 데킨 (노동)                 | 의석 유지                                               |
| 세지필드                                 |                        | 노동당                 |                    | 필 윌슨 (노동)                 | 의석 유지                                               |
| 세프턴센트럴                             |                        | 노동당                 |                    | 빌 에스터슨 (노동)             | 의석 유지                                               |
| 셀비 에인스티                            |                        | 보수당                 |                    | 나이절 애덤스 (보수)           | 의석 유지                                               |
| 세브노크스                               |                        | 보수당                 |                    | 마이클 펠론 (보수)             | 의석 유지                                               |
| 셰필드센트럴                             |                        | 노동당                 |                    | 폴 블롬필드 (노동)             | 의석 유지                                               |
| 셰필드사우스이스트                       |                        | 노동당                 |                    | 클라이브 베츠 (노동)           | 의석 유지                                               |
| 셰필드브라이트사이드 힐즈버러            |                        | 노동당                 |                    | 헤리 하펌 (노동)               | 의석 유지, 데이비드 블런켓 현의원 사임                  |
| 셰필드할람                               |                        | 자유민주당             |                    | 닉 클레그 (자민)               | 의석 유지                                               |
| 셰필드힐리                               |                        | 노동협동               |                    | 루이스 헤이그 (노동)           | 의석 유지, 메그 먼 사임                                 |
| 셔우드                                   |                        | 보수당                 |                    | 마크 스펜서 (보수)             | 의석 유지                                               |
| 시플리                                   |                        | 보수당                 |                    | 필립 데이비스 (보수)           | 의석 유지                                               |
| 슈루즈베리 애첨                          |                        | 보수당                 |                    | 대니얼 카프친스키 (보수)       | 의석 유지                                               |
| 시팅번 셰피                              |                        | 보수당                 |                    | 고든 핸더슨 (보수)             | 의석 유지                                               |
| 스킵턴 리폰                              |                        | 보수당                 |                    | 줄리안 스미스 (보수)           | 의석 유지                                               |
| 슬리퍼드 노스하이크햄                    |                        | 보수당                 |                    | 스티븐 필립스 (보수)           | 의석 유지                                               |
| 슬라우                                   |                        | 노동당                 |                    | 피오나 맥타거트 (노동)         | 의석 유지                                               |
| 솔리헐                                   |                        | 자유민주당             |                    | 줄리안 나이트 (보수)           | 의석 획득, 로얼리 버트 현의원 패배                      |
| 서머턴 프롬                              |                        | 자유민주당             |                    | 데이비드 워버턴 (보수)         | 의석 획득, 데이비드 히스 현의원 사임                    |
| 사우스앤트림                             |                        | 민통                   |                    | 대니 키너헌 (얼스터)           | 의석 획득, 윌리엄 매크리 현의원 패배                    |
| 사우스베이즐던 이스트서럭                |                        | 보수당                 |                    | 스티븐 맷칼프 (보수)           | 의석 유지                                               |
| 사우스케임브리지셔                       |                        | 보수당                 |                    | 하이디 앨런 (보수)             | 의석 유지, 앤드류 랭슬리 현의원 사임                    |
| 사우스더비셔                             |                        | 보수당                 |                    | 히터 휠러 (보수)               | 의석 유지                                               |
| 사우스도싯                               |                        | 보수당                 |                    | 리처드 드랙스 (보수)           | 의석 유지                                               |
| 사우스다운                               |                        | 사회민주노동당         |                    | 마거렛 리치 (사민노)           | 의석 유지                                               |
| 사우스이스트케임브리지셔                 |                        | 보수당                 |                    | 루시 프레이저 (보수)           | 의석 유지, 제임스 페이스 경 현의원 사임                 |
| 사우스이스트콘월                         |                        | 보수당                 |                    | 셰릴 머레이 (보수)             | 의석 유지                                               |
| 사우스홀랜드 더디핑스                    |                        | 보수당                 |                    | 존 헤이즈 (보수)               | 의석 유지                                               |
| 사우스레이체스터셔                       |                        | 보수당                 |                    | 알베르토 코스타 (보수)         | 의석 유지, 앤드류 로버던 현의원 사임                    |
| 사우스노퍽                               |                        | 보수당                 |                    | 리처드 베이컨 (보수)           | 의석 유지                                               |
| 사우스노샘프턴셔                         |                        | 보수당                 |                    | 안드레아 리드섬 (보수)         | 의석 유지                                               |
| 사우스리들                               |                        | 보수당                 |                    | 시마 케네디 (보수)             | 의석 유지, 로레인 풀브룩 현의원 사임                    |
| 사우스쉴즈                               |                        | 노동당                 |                    | 메아 로웰벅 (노동)             | 의석 유지                                               |
| 사우스스태퍼드셔                         |                        | 보수당                 |                    | 개빈 윌리엄슨 (보수)           | 의석 유지                                               |
| 사우스서퍽                               |                        | 보수당                 |                    | 제임스 카틀리지 (보수)         | 의석 유지, 팀 이어 현의원 사임                          |
| 사우스스윈던                             |                        | 보수당                 |                    | 로버트 버클랜드 (보수)         | 의석 유지                                               |
| 사우스터넷                               |                        | 보수당                 |                    | 크레이그 메킨레이 (보수)       | 의석 유지, 로라 샌디스 현의원 사임                      |
| 사우스웨스트베드퍼드셔                   |                        | 보수당                 |                    | 앤드류 실러스 (보수)           | 의석 유지                                               |
| 사우스웨스트데번                         |                        | 보수당                 |                    | 게리 스트리터 (보수)           | 의석 유지                                               |
| 사우스웨스트허트퍼드셔                   |                        | 보수당                 |                    | 데이비드 고크 (보수)           | 의석 유지                                               |
| 사우스웨스트노퍽                         |                        | 보수당                 |                    | 엘리자베스 터스 (보수)         | 의석 유지                                               |
| 사우스웨스트서리                         |                        | 보수당                 |                    | 제레미 헌트 (보수)             | 의석 유지                                               |
| 사우스웨스트윌트셔                       |                        | 보수당                 |                    | 앤드류 머리슨 (보수)           | 의석 유지                                               |
| 사우샘프턴이첸                           |                        | 노동당                 |                    | 로이스턴 스미스 (보수)         | 의석 획득, 존 데남 사임                                 |
| 사우샘프턴테스트                         |                        | 노동당                 |                    | 앨런 와이트헤드 (노동)         | 의석 유지                                               |
| 사우센드 웨스트                          |                        | 보수당                 |                    | 데이비드 어메스 경 (보수)      | 의석 유지                                               |
| 사우스포트                               |                        | 자유민주당             |                    | 존 퍼그 (자민)                 | 의석 유지                                               |
| 스펠손                                   |                        | 보수당                 |                    | 콰시 콰르텡 (보수)             | 의석 유지                                               |
| 세인트올번스                             |                        | 보수당                 |                    | 앤 메인 (보수)                 | 의석 유지                                               |
| 세인트오스텔 뉴키                        |                        | 자유민주당             |                    | 스티브 더블 (보수)             | 의석 획득, 스티브 길버트 현의원 패배                    |
| 세인트헬렌스 노스                        |                        | 노동당                 |                    | 코너 맥긴 (노동)               | 의석 유지, 데이비드 와츠 현의원 사임                    |
| 세인트헬렌스 위스턴                      |                        | 노동당                 |                    | 마리 리머 (노동)               | 의석 유지, 숀 우드워드 현의원 사임                      |
| 세인트이브스                             |                        | 자유민주당             |                    | 데렉 토마스 (보수)             | 의석 획득, 앤드류 조지 현의원 패배                      |
| 스태퍼드                                 |                        | 보수당                 |                    | 제레미 리프로이 (보수)         | 의석 유지                                               |
| 스태퍼드셔무어랜즈                       |                        | 보수당                 |                    | 카렌 브래들리 (보수)           | 의석 유지                                               |
| 스트레일리브리지 하이드                  |                        | 노동협동               |                    | 조너던 레이놀즈 (노협)         | 의석 유지                                               |
| 스티버니지                               |                        | 보수당                 |                    | 스티븐 맥파틀랜드 (보수)       | 의석 유지                                               |
| 스털링                                   |                        | 노동당                 |                    | 스티븐 패터슨 (스코)           | 의석 획득, 앤 맥기어 여사 현의원 사임                   |
| 스톡포트                                 |                        | 노동당                 |                    | 앤 코프리 (노동)               | 의석 유지                                               |
| 스톡턴노스                               |                        | 노동당                 |                    | 앨릭스 커닝햄 (노동)           | 의석 유지                                               |
| 스톡턴사우스                             |                        | 보수당                 |                    | 제임스 와튼 (보수)             | 의석 유지                                               |
| 스토크온트렌트센트럴                     |                        | 노동당                 |                    | 트리스트럼 헌트 (노동)         | 의석 유지                                               |
| 스토크온트렌트노스                       |                        | 노동당                 |                    | 러스 스미스 (노동)             | 의석 유지, 존 월리 현의원 사임                          |
| 스토크온트렌트사우스                     |                        | 노동당                 |                    | 롭 플렐로 (노동)               | 의석 유지                                               |
| 스톤                                     |                        | 보수당                 |                    | 빌 캐시 경 (보수)              | 의석 유지                                               |
| 스타워브리지                             |                        | 보수당                 |                    | 마것 제임스 (보수)             | 의석 유지                                               |
| 스트랭퍼드                               |                        | 민통                   |                    | 짐 섀넌 (민통)                 | 의석 유지                                               |
| 스트래트퍼드온애번                       |                        | 보수당                 |                    | 나드힘 자하위 (보수)           | 의석 유지                                               |
| 스트레텀                                 |                        | 노동당                 |                    | 추카 우무나 (노동)             | 의석 유지                                               |
| 스트레트퍼드 엄스턴                      |                        | 노동당                 |                    | 케이트 그린 (노동)             | 의석 유지                                               |
| 스트라우드                               |                        | 보수당                 |                    | 네일 카마이클 (보수)           | 의석 유지                                               |
| 서퍽코스틀                               |                        | 보수당                 |                    | 테레스 코프리 (보수)           | 의석 유지                                               |
| 선덜랜드센트럴                           |                        | 노동당                 |                    | 줄리 엘리엇 (노동)             | 의석 유지                                               |
| 서리히스                                 |                        | 보수당                 |                    | 마이클 고브 (보수)             | 의석 유지                                               |
| 서턴침                                   |                        | 자유민주당             |                    | 폴 스컬리 (보수)               | 의석 획득, 폴 버스토 현의원 패배                        |
| 서턴콜드필드                             |                        | 보수당                 |                    | 앤드류 미첼 (보수)             | 의석 유지                                               |
| 스완지이스트                             |                        | 노동당                 |                    | 캐롤라인 해리스 (노동)         | 의석 유지, 샨 제임스 현의원 사임                        |
| 스완지웨스트                             |                        | 노동협동               |                    | 제레인트 데이비스 (노협)       | 의석 유지                                               |
| 탬워스                                   |                        | 보수당                 |                    | 크리스토퍼 핀처 (보수)         | 의석 유지                                               |
| 태턴                                     |                        | 보수당                 |                    | 조지 오스본 (보수)             | 의석 유지                                               |
| 톤턴딘                                   |                        | 자유민주당             |                    | 레베카 포 (보수)               | 의석 획득, 제레미 브라우니 현의원 사임                  |
| 텔퍼드                                   |                        | 노동당                 |                    | 루시 앨런 (보수)               | 의석 획득, 데이비드 라이트 현의원 패배                  |
| 튜크스베리                               |                        | 보수당                 |                    | 로렌스 로버트슨 (보수)         | 의석 유지                                               |
| 서스크 몰턴                              |                        | 보수당                 |                    | 케빈 홀린레이크 (보수)         | 의석 유지, 앤 매킨토시 현의원 사임                      |
| 손베리 예이트                            |                        | 자유민주당             |                    | 루크 홀 (보수)                 | 의석 획득, 스티브 웨브 현의원 패배                      |
| 서럭                                     |                        | 보수당                 |                    | 재키 도일프라이스 (보수)       | 의석 유지                                               |
| 티버턴 호니턴                            |                        | 보수당                 |                    | 네일 파리시 (보수)             | 의석 유지                                               |
| 톤브리지 몰링                            |                        | 보수당                 |                    | 톰 터겐타트 (보수)             | 의석 유지, 존 스탠리 경 현의원 사임                     |
| 투팅                                     |                        | 노동당                 |                    | 사디크 칸 (노동)               | 의석 유지                                               |
| 토베이                                   |                        | 자유민주당             |                    | 케빈 포스터 (보수)             | 의석 획득, 애드리언 샌더스 현의원 패배                  |
| 토바엔                                   |                        | 노동당                 |                    | 닉 토마스사이몬즈 (노동)       | 의석 유지, 폴 머피 현의원 사임                          |
| 토리지 웨스트데번                        |                        | 보수당                 |                    | 조프리 콕스 (보수)             | 의석 유지                                               |
| 토트네스                                 |                        | 보수당                 |                    | 사라 월러스턴 (보수)           | 의석 유지                                               |
| 토트넘                                   |                        | 노동당                 |                    | 데이비드 래미 (노동)           | 의석 유지                                               |
| 트러로 팰머스                            |                        | 보수당                 |                    | 사라 뉴턴 (보수)               | 의석 유지                                               |
| 턴브리지웰스                             |                        | 보수당                 |                    | 그레그 클라크 (보수)           | 의석 유지                                               |
| 트위커넘                                 |                        | 자유민주당             |                    | 태니마 마시아스 (보수)         | 의석 획득, 빈스 케이블 현의원 패배                      |
| 타인머스                                 |                        | 노동당                 |                    | 앨런 캠벨 (노동)               | 의석 유지                                               |
| 어퍼반                                   |                        | 민통                   |                    | 데이비드 심슨 (민통)           | 의석 유지                                               |
| 억스브리지 사우스라이슬립                |                        | 보수당                 |                    | 보리스 존슨 (보수)             | 의석 유지, 존 랜덜 경 현의원 사임                       |
| 베일오브클루이드                         |                        | 노동당                 |                    | 제임스 데이비스 (보수)         | 의석 획득, 크리스 론 현의원 패배                        |
| 베일오브글러모건                         |                        | 보수당                 |                    | 앨런 케언스 (보수)             | 의석 유지                                               |
| 복스홀                                   |                        | 노동당                 |                    | 케이트 호이 (노동)             | 의석 유지                                               |
| 웨이크필드                               |                        | 노동당                 |                    | 메리 크레그 (노동)             | 의석 유지                                               |
| 월러시                                   |                        | 노동당                 |                    | 안젤라 이글 (노동)             | 의석 유지                                               |
| 월솔노스                                 |                        | 노동당                 |                    | 데이비드 위닉 (노동)           | 의석 유지                                               |
| 월솔사우스                               |                        | 노동당                 |                    | 발레리 바즈 (노동)             | 의석 유지                                               |
| 월섬스토                                 |                        | 노동협동               |                    | 스텔라 크리시 (노협)           | 의석 유지                                               |
| 완스벡                                   |                        | 노동당                 |                    | 이안 레이버리 (노동)           | 의석 유지                                               |
| 완티지                                   |                        | 보수당                 |                    | 에드 베이지 (보수)             | 의석 유지                                               |
| 월리                                     |                        | 노동당                 |                    | 존 스펠러 (노동)               | 의석 유지                                               |
| 워링턴노스                               |                        | 노동당                 |                    | 헬렌 존스 (노동)               | 의석 유지                                               |
| 워링턴사우스                             |                        | 보수당                 |                    | 데이비드 모워트 (보수)         | 의석 유지                                               |
| 워윅 리밍턴                              |                        | 보수당                 |                    | 크리스 화이트 (보수)           | 의석 유지                                               |
| 워싱턴 선덜랜드웨스트                    |                        | 노동당                 |                    | 섀런 호지슨 (노동)             | 의석 유지                                               |
| 왓퍼드                                   |                        | 보수당                 |                    | 리처드 해링턴 (보수)           | 의석 유지                                               |
| 웨이브니                                 |                        | 보수당                 |                    | 피터 앨두스 (보수)             | 의석 유지                                               |
| 윌든                                     |                        | 보수당                 |                    | 누스 가니 (보수)               | 의석 유지, 찰스 헨드리 현의원 사임                      |
| 위버베일                                 |                        | 보수당                 |                    | 그레이엄 이반스 (보수)         | 의석 유지                                               |
| 웰링버러                                 |                        | 보수당                 |                    | 피터 본 (보수)                 | 의석 유지                                               |
| 웰스                                     |                        | 자유민주당             |                    | 제임스 헤피 (보수)             | 의석 획득, 테사 먼트 현의원 패배                        |
| 웰린해트필드                             |                        | 보수당                 |                    | 그랜트 솁스 (보수)             | 의석 유지                                               |
| 웬트워스 던                              |                        | 노동당                 |                    | 존 힐리 (노동)                 | 의석 유지                                               |
| 웨스트애버딘셔 킨카딘                    |                        | 자유민주당             |                    | 스튜어트 도날드슨 (스코)       | 의석 획득, 준남작 로버트 스미스 경 현의원 패배          |
| 웨스트브러미치 이스트                    |                        | 노동당                 |                    | 톰 왓슨 (노동)                 | 의석 유지                                               |
| 웨스트브러미치 웨스트                    |                        | 노동협동               |                    | 애드리안 베일리 (노협)         | 의석 유지                                               |
| 웨스트도싯                               |                        | 보수당                 |                    | 올리버 레트윈 (보수)           | 의석 유지                                               |
| 웨스트던바턴셔                           |                        | 노동협동               |                    | 마틴 도처티 (스코)             | 의석 획득, 젬마 도일 현의원 패배                        |
| 웨스트햄                                 |                        | 노동당                 |                    | 린 브라운 (노동)               | 의석 유지                                               |
| 웨스트랭커셔                             |                        | 노동당                 |                    | 로지 쿠퍼 (노동)               | 의석 유지                                               |
| 웨스트서포크                             |                        | 보수당                 |                    | 매튜 핸콕 (보수)               | 의석 유지                                               |
| 웨스트티론                               |                        | 신 페인                |                    | 팻 도허티 (신페인)             | 의석 유지                                               |
| 웨스트우스터셔                           |                        | 보수당                 |                    | 해리엇 볼드윈 (보수)           | 의석 유지                                               |
| 웨스트민스터노스                         |                        | 노동당                 |                    | 카렌 벅 (노동)                 | 의석 유지                                               |
| 웨스트멀런드 론스데일                    |                        | 자유민주당             |                    | 팀 패런 (LD)                   | 의석 유지                                               |
| 웨스턴슈퍼메어                           |                        | 보수당                 |                    | 존 펜로스 (보수)               | 의석 유지                                               |
| 위건                                     |                        | 노동당                 |                    | 리사 낸디 (노동)               | 의석 유지                                               |
| 윔블던                                   |                        | 보수당                 |                    | 스티븐 하몬드 (보수)           | 의석 유지                                               |
| 윈체스터                                 |                        | 보수당                 |                    | 스티브 브라인 (보수)           | 의석 유지                                               |
| 윈저                                     |                        | 보수당                 |                    | 애덤 애프리 (보수)             | 의석 유지                                               |
| 위럴사우스                               |                        | 노동당                 |                    | 앨리슨 맥고번 (노동)           | 의석 유지                                               |
| 위럴웨스트                               |                        | 보수당                 |                    | 마가렛 그린우드 (노동)         | 의석 획득, 이스터 맥베이 현의원 패배                    |
| 위텀                                     |                        | 보수당                 |                    | 프리티 파텔 (보수)             | 의석 유지                                               |
| 위트니                                   |                        | 보수당                 |                    | 데이비드 캐머런 (보수)         | 의석 유지                                               |
| 워킹                                     |                        | 보수당                 |                    | 조너던 로드 (보수)             | 의석 유지                                               |
| 오킹엄                                   |                        | 보수당                 |                    | 존 레드우드 (보수)             | 의석 유지                                               |
| 울버햄프턴노스이스트                     |                        | 노동당                 |                    | 에마 레이놀즈 (노동)           | 의석 유지                                               |
| 울버햄프턴사우스이스트                   |                        | 노동당                 |                    | 팻 맥퍼든 (노동)               | 의석 유지                                               |
| 울버햄프턴사우스웨스트                   |                        | 보수당                 |                    | 로브 매리스 (노동)             | 의석 획득, 폴 어펄 현의원 패배                          |
| 우스터                                   |                        | 보수당                 |                    | 로빈 워커 (보수)               | 의석 유지                                               |
| 워킹턴                                   |                        | 노동당                 |                    | 수 헤이맨 (노동)               | 의석 유지, 토니 커닝햄 경 현의원 사임                   |
| 워슬리 에클스사우스                      |                        | 노동당                 |                    | 바바라 킬리 (노동)             | 의석 유지                                               |
| 워딩웨스트                               |                        | 보수당                 |                    | 피터 바텀리 경 (보수)          | 의석 유지                                               |
| 레킨                                     |                        | 보수당                 |                    | 마크 프리차드 (보수)           | 의석 유지                                               |
| 렉섬                                     |                        | 노동당                 |                    | 이안 루카스 (노동)             | 의석 유지                                               |
| 하이위컴                                 |                        | 보수당                 |                    | 스티브 베이커 (보수)           | 의석 유지                                               |
| 와이어 프레스턴노스                      |                        | 보수당                 |                    | 벤 웰렌스 (보수)               | 의석 유지                                               |
| 와이어포레스트                           |                        | 보수당                 |                    | 마크 가니어 (보수)             | 의석 유지                                               |
| 위선쇼 세일이스트                        |                        | 노동당                 |                    | 마이크 케인 (노동당)           | 의석 유지                                               |
| 요빌                                     |                        | 자유민주당             |                    | 마커스 피시 (보수)             | 의석 획득, 데이비드 로스 현의원 패배                    |
| 어니스몬 (앵글시)                        |                        | 노동당                 |                    | 앨버트 오웬 (노동)             | 의석 유지                                               |
| 요크센트럴                               |                        | 노동당                 |                    | 라헬 매스켈 (노협)             | 의석 유지, 휴 베일리 경 현의원 사임                     |
| 요크아우터                               |                        | 보수당                 |                    | 줄리안 스터디 (보수)           | 의석 유지                                               |

## 변동 및 재보궐선거
총선 후 하원의 구성 변동이 일어날 수가 있는데, 부의장 선거, 재보궐선거, 직무유예, 탈당, 원내 총무 철폐로 인한 것이다.
의원 취임 선서와 의장 및 부의장 선거 후, 실질적인 초기 내각의 과반 의석수는 16석으로 집계됐다. 이는 하원 구성 변동을 조건으로 한 것이다.
영국의 국회의원들은 엄밀히 따지면 물러날 수 없다. 하지만 국왕 집사 및 노스스테드 장원 집행관이나 국왕 집사 및 스트로크, 데즈버러, 번햄의 세 칠턴헌드레즈 집행관직 임명을 요청하면 의석을 비우게 하여 실질적으로 사임할 수 있다.

### 부의장
하원 의장은 이전 의회의 회기 마지막 날에 이뤄지는 하원 결정에 따라, 두 의원을 지명해서 부의장이 선출될 때까지 임시 부의장을 맡도록 한다. 2015년에는 로저 게일 경 (보수당, 노스터넷 지역구)과 조지 하워스 (노동당, 노즐리 지역구)가 임명됐다.
부의장 선거는 2015년 6월 3일에 치러졌다.
부의장은 자신의 당에서 탈당되는 것은 아니지만 투표권이 중지 (찬반표 동일로 재투표하는 경우는 예외)되며 다음 총선까지 당내 정치 활동에 참여하지 않는다. 부의장으로는,
- 린지 호일 (노동당, 촐리)가 세입 의장으로 선출됐다.
- 엘레너 랭 (보수당, 에핑포리스트)가 세입 제1부의장으로 선출됐다.
- 나타샤 에인절 (노동당, 노스이스트더비셔)가 세입 제2부의장으로 선출됐다.

### 재보궐선거
재보궐선거는 공석이 된 의석을 대상으로 치러진다.
현재까지 재보궐선거는 총 3번 치러졌다. 새로 런던 시장으로 당선된 사디크 칸 의원은 선거 전에 밝힌 의사에 따라 투팅 지역구 의원직에서 물러나 재보궐선거가 치러지게 되었다.
| #  | 선거구                        | 현임              | 현임 | 현임   | 현임             | 현임        | 재보궐 날짜      | 후임              | 후임 | 후임       | 재보궐 |
| #  | 선거구                        | 이름              | 정당 | 정당   | 사퇴 날짜        | 재보궐 사유 | 재보궐 날짜      | 이름              | 정당 | 정당       | 재보궐 |
| -- | ----------------------------- | ----------------- | ---- | ------ | ---------------- | ----------- | ---------------- | ----------------- | ---- | ---------- | ------ |
| 1  | 올드햄웨스트 로이튼           | 마이클 미처       |      | 노동당 | 2015년 10월 21일 | 사망        | 2015년 12월 3일  | 짐 맥머흔         |      | 노동당     | 상세   |
| 2  | 셰필드브라이트사이드 힐즈버러 | 해리 하펌         |      | 노동당 | 2016년 2월 4일   | 사망        | 2016년 5월 5일   | 길 퍼니스         |      | 노동당     | 상세   |
| 3  | 오그모어                      | 휴 이란카데이비스 |      | 노동당 | 2016년 3월 23일  | 사임        | 2016년 5월 5일   | 크리스 엘모어     |      | 노동당     | 상세   |
| 4  | 투팅                          | 사디크 칸         |      | 노동당 | 2016년 6월 16일  | 사임        | 2016년 6월 16일  | 로즈나 알린칸     |      | 노동당     | 상세   |
| 5  | 배틀리 스펜                   | 조 콕스           |      | 노동당 | 2016년 6월 16일  | 사망        | 2016년 10월 20일 | 트레이시 브레이빈 |      | 노동당     | 상세   |
| 6  | 위트니                        | 데이비드 캐머런   |      | 보수당 | 2016년 9월 12일  | 사임        | 2016년 10월 20일 | 로버트 코츠       |      | 보수당     | 상세   |
| 7  | 리치몬드 파크                 | 잭 골드스미스     |      | 보수당 | 2016년 10월 25일 | 사임        | 2016년 12월 1일  | 새라 올니         |      | 자유민주당 | 상세   |
| 8  | 슬리퍼드 노스하이크햄         | 스티븐 필립스     |      | 보수당 | 2016년 11월 4일  | 사임        | 2016년 12월 8일  | 캐롤라인 존슨     |      | 보수당     | 상세   |
| 9  | 코플랜드                      | 제이미 리드       |      | 노동당 | 2017년 1월 23일  | 사임 (발표) | 2017년 2월 23일  | 트루디 해리슨     |      | 보수당     | 상세   |
| 10 | 스토크온트렌트센트럴          | 트리스트램 헌트   |      | 노동당 | 2017년 1월 23일  | 사임 (발표) | 2017년 2월 23일  | 개러스 스넬       |      | 노동당     | 상세   |

## 같이 보기
- 귀족원 의원 목록
- 잉글랜드의 선거구별 의원 목록 (2015년 ~ 2017년)
- 스코틀랜드의 선거구별 의원 목록 (2015년 ~ 2017년)
- 북아일랜드의 선거구별 의원 목록 (2015년 ~ 2017년)
- 웨일스의 선거구별 의원 목록 (2015년 ~ 2017년)
- 연장자 순 영국 국회의원 목록 (2015년 ~ 2017년)

### 내용주
1. 1 2 3 4  이 선거구의 의석을 차지하는 현의원들은 원래 자신의 대변 정당에서 유예되거나 탈당하고, 남은 의회 기간 동안 무소속 의원으로 있는 당원들이다.

### 참조주
1. ↑  “Current State of the Parties”. www.parliament.uk. 2015년 5월 7일에 확인함.
2. ↑  “General Election results”. The Co-operative Party. 2015년 5월 8일. 2015년 5월 8일에 확인함.
3. ↑  “MPs”. UK Parliament. 2015년 5월 12일에 확인함.
4. ↑  “MPs at dissolution - 30 March 2015”. UK Parliament. 2015년 5월 12일에 확인함.
5. 1 2  Tom Marshall (2016년 5월 9일). “Tooting by-election triggered after Sadiq Khan stands down as MP”. 런던 이브닝 스탠더드. 2016년 5월 11일에 확인함.
6. ↑  “BREAKING NEWS: Sadiq Khan MP wins race to become Labour’s London mayoral candidate”. 2015년 9월 11일. 2015년 12월 4일에 확인함 – 사우스 웨스트 런더너 경유.
7. ↑  “Tributes paid to veteran Labour MP Michael Meacher”. BBC News. 2015년 10월 21일. 2015년 10월 21일에 확인함.
8. ↑  Chris Johnston (2016년 2월 5일). “Labour MP Harry Harpham dies of cancer aged 61”. The Guardian. 2016년 2월 6일에 확인함.
9. 1 2  Peter Edwards (2016년 3월 24일). “Labour confirms Sheffield and Ogmore by-elections for May 5”. 레이버리스트. 2016년 3월 25일에 확인함.
10. ↑  “Gill Furniss wins Sheffield by-election for Labour”. BBC News. 2016년 5월 6일. 2016년 5월 6일에 확인함.
11. ↑  “Huw Irranca-Davies resigns as MP for Ogmore”. Commons Digital Outreach Team. 2016년 3월 24일. 2016년 4월 20일에 원본 문서에서 보존된 문서. 2016년 3월 25일에 확인함.
12. ↑  “Labour holds in Ogmore by-election with 52% of the vote”. BBC News. 2016년 5월 6일. 2016년 5월 6일에 확인함.
13. ↑  “Tooting by-election will be held on June 16”. Wandsworth Council. 2016년 5월 11일. 2017년 12월 29일에 원본 문서에서 보존된 문서. 2016년 5월 12일에 확인함.
14. ↑  “Tooting by-election will be held on June 16”. Wandsworth Council. 2016년 5월 11일. 2017년 12월 29일에 원본 문서에서 보존된 문서. 2016년 5월 12일에 확인함.
15. ↑  “Labour's Rosena Allin-Khan wins Tooting by-election”. 《BBC News》. 2016년 6월 17일. 2016년 6월 17일에 확인함.
16. 1 2  “Batley by-election to be on 20 October”. 《BBC 뉴스》. 2016년 9월 15일. 2016년 10월 21일에 확인함.
17. 1 2  “Witney by-election: Tory majority slashed in David Cameron's former seat”. 《BBC News》. 2016년 10월 21일. 2016년 10월 21일에 확인함.
18. ↑  “David Cameron to quit as Conservative MP for Witney”. 《BBC 뉴스》. 2016년 9월 12일. 2016년 9월 12일에 확인함.
19. 1 2  “Richmond Park by-election: An at-a-glance guide”. 《BBC 뉴스》. 2016년 11월 10일. 2016년 11월 12일에 확인함.
20. 1 2  “Sleaford by-election candidates line up for Tories and Labour”. 《BBC News》. 2016년 11월 11일. 2016년 11월 12일에 확인함.
21. ↑  “Labour MP Jamie Reed quitting Parliament”. 《BBC News》. 2016년 12월 21일. 2016년 12월 23일에 확인함.
22. 1 2  “Labour announce date for by-elections to replace Tristram Hunt and Jamie Reed”. 《BBC News》. 2017년 1월 20일. 2017년 1월 20일에 확인함.
23. ↑  “Labour's Tristram Hunt quitting as MP to head V&A Museum”. 《BBC News》. 2017년 1월 13일. 2017년 1월 13일에 확인함.